# Liste des églises des Côtes-d'Armor
La liste des églises des Côtes-d'Armor recense de la manière la plus complète possible les églises, cathédrales et basiliques situées dans le département français des Côtes-d'Armor .
Toutes sont situées dans le diocèse de Saint-Brieuc et Tréguier.

## Classement
Le classement ci-après se fait par commune selon l'ordre alphabétique.

Il est fait état des diverses protections dont elles peuvent bénéficier, et notamment les inscriptions et classements au titre des monuments historiques.

## Liste
| Église                                                                   | Commune                           | Adresse | Coordonnées                        | Notice         | Protection                                                         | Date      | Illustration                                                             |
| ------------------------------------------------------------------------ | --------------------------------- | ------- | ---------------------------------- | -------------- | ------------------------------------------------------------------ | --------- | ------------------------------------------------------------------------ |
| Église Saint-Pierre-et-Saint-Paul d'Allineuc                             | Allineuc                          |         | 48° 18′ 40″ nord, 2° 52′ 20″ ouest |                |                                                                    |           | Église Saint-Pierre-et-Saint-Paul d'Allineuc                             |
| Église Saint-Pierre-et-Saint-Jean-Baptiste d'Andel                       | Andel                             |         | 48° 29′ 29″ nord, 2° 34′ 05″ ouest |                |                                                                    |           | Église Saint-Pierre-et-Saint-Jean-Baptiste d'Andel                       |
| Église Saint-Symphorien d'Aucaleuc                                       | Aucaleuc                          |         | 48° 27′ 22″ nord, 2° 07′ 47″ ouest |                |                                                                    |           | Église Saint-Symphorien d'Aucaleuc                                       |
| Église Saint-Pierre de Plessix-Balisson                                  | Beaussais-sur-Mer                 |         | 48° 32′ 16″ nord, 2° 08′ 32″ ouest |                |                                                                    |           | Église Saint-Pierre de Plessix-Balisson                                  |
| Église Saint-Pierre-et-Saint-Paul de Ploubalay                           | Beaussais-sur-Mer                 |         | 48° 34′ 51″ nord, 2° 08′ 24″ ouest |                |                                                                    |           | Église Saint-Pierre-et-Saint-Paul de Ploubalay                           |
| Ancienne église de Trégon                                                | Beaussais-sur-Mer                 |         | 48° 34′ 11″ nord, 2° 10′ 58″ ouest | « PA00089698 » | Inscription                                                        | 1946      | Ancienne église de Trégon                                                |
| Église Saint-Pétrock de Trégon                                           | Beaussais-sur-Mer                 |         | 48° 34′ 11″ nord, 2° 10′ 59″ ouest |                |                                                                    |           | Église Saint-Pétrock de Trégon                                           |
| Église abbatiale de l'abbaye de Bégard                                   | Bégard                            |         | 48° 37′ 48″ nord, 3° 17′ 54″ ouest |                |                                                                    |           | Église abbatiale de l'abbaye de Bégard                                   |
| Église du Saint-Nom-de-Marie de Bégard                                   | Bégard                            |         | 48° 37′ 47″ nord, 3° 18′ 06″ ouest |                |                                                                    |           | Église du Saint-Nom-de-Marie de Bégard                                   |
| Église Sainte-Geneviève de Guénézan                                      | Bégard                            |         | 48° 37′ 05″ nord, 3° 17′ 08″ ouest | « PA00089020 » | Inscription                                                        | 1964      | Église Sainte-Geneviève de Guénézan                                      |
| Église Saint-Méen de Lannevent                                           | Bégard                            |         | 48° 38′ 52″ nord, 3° 18′ 51″ ouest | « PA00089021 » | Inscription                                                        | 1964      | Église Saint-Méen de Lannevent                                           |
| Église Saint-Rivoal de Trézélan-Bégard                                   | Bégard                            |         | 48° 39′ 00″ nord, 3° 15′ 29″ ouest |                |                                                                    |           | Église Saint-Rivoal de Trézélan-Bégard                                   |
| Ancienne église Saint-Jacques de Belle-Isle-en-Terre                     | Belle-Isle-en-Terre               |         | 48° 32′ 41″ nord, 3° 23′ 44″ ouest |                |                                                                    |           | Ancienne église Saint-Jacques de Belle-Isle-en-Terre                     |
| Église Saint-Jacques-le-Majeur de Belle-Isle-en-Terre                    | Belle-Isle-en-Terre               |         | 48° 32′ 44″ nord, 3° 23′ 45″ ouest |                |                                                                    |           | Église Saint-Jacques-le-Majeur de Belle-Isle-en-Terre                    |
| Église Sainte-Brigitte de Berhet                                         | Berhet                            |         | 48° 41′ 47″ nord, 3° 18′ 13″ ouest |                |                                                                    |           | Église Sainte-Brigitte de Berhet                                         |
| Église Notre-Dame-de-Bon-Voyage de Binic                                 | Binic-Étables-sur-Mer             |         | 48° 36′ 07″ nord, 2° 49′ 31″ ouest |                |                                                                    |           | Église Notre-Dame-de-Bon-Voyage de Binic                                 |
| Église Saint-Jean-Baptiste d'Étables-sur-Mer                             | Binic-Étables-sur-Mer             |         | 48° 37′ 40″ nord, 2° 50′ 08″ ouest |                |                                                                    |           | Image manquante Téléverser                                               |
| Église Saint-Samson de Bobital                                           | Bobital                           |         | 48° 24′ 50″ nord, 2° 06′ 10″ ouest |                |                                                                    |           | Église Saint-Samson de Bobital                                           |
| Église Saint-Théo du Bodéo                                               | Le Bodéo                          |         | 48° 19′ 20″ nord, 2° 56′ 03″ ouest |                |                                                                    |           | Église Saint-Théo du Bodéo                                               |
| Église Saint-Gildas de Laniscat                                          | Bon Repos sur Blavet              |         | 48° 14′ 31″ nord, 3° 07′ 23″ ouest | « PA00089252 » | Inscription Classement                                             | 1925 1921 | Église Saint-Gildas de Laniscat                                          |
| Église Saint-Nicodème de Perret                                          | Bon Repos sur Blavet              |         | 48° 10′ 34″ nord, 3° 09′ 23″ ouest |                |                                                                    |           | Image manquante Téléverser                                               |
| Église Saint-Juvénal de Saint-Gelven                                     | Bon Repos sur Blavet              |         | 48° 13′ 33″ nord, 3° 05′ 47″ ouest |                |                                                                    |           | Image manquante Téléverser                                               |
| Église Saint-Tugdual-et-Saint-Yves de Boqueho                            | Boqueho                           |         | 48° 28′ 58″ nord, 2° 57′ 35″ ouest |                |                                                                    |           | Image manquante Téléverser                                               |
| Église Saint-Pierre de La Bouillie                                       | La Bouillie                       |         | 48° 34′ 27″ nord, 2° 26′ 01″ ouest |                |                                                                    |           | Église Saint-Pierre de La Bouillie                                       |
| Église Saint-Briac de Bourbriac                                          | Bourbriac                         |         | 48° 28′ 26″ nord, 3° 11′ 14″ ouest | « PA00089035 » | Classement                                                         | 1907      | Église Saint-Briac de Bourbriac                                          |
| Église Saint-Nicodème de Bourseul                                        | Bourseul                          |         | 48° 29′ 14″ nord, 2° 15′ 30″ ouest | « PA00089039 » | Inscription                                                        | 1964      | Église Saint-Nicodème de Bourseul                                        |
| Église Notre-Dame de Bréhand                                             | Bréhand                           |         | 48° 24′ 09″ nord, 2° 34′ 24″ ouest |                |                                                                    |           | Église Notre-Dame de Bréhand                                             |
| Église Saint-Colomban de Brélidy                                         | Brélidy                           |         | 48° 39′ 48″ nord, 3° 13′ 08″ ouest |                |                                                                    |           | Église Saint-Colomban de Brélidy                                         |
| Église Notre-Dame de Bringolo                                            | Bringolo                          |         | 48° 34′ 36″ nord, 3° 00′ 10″ ouest | « PA00089042 » | Inscription                                                        | 1927      | Église Notre-Dame de Bringolo                                            |
| Église Saint-Pierre de Broons                                            | Broons                            |         | 48° 19′ 03″ nord, 2° 15′ 44″ ouest |                |                                                                    |           | Église Saint-Pierre de Broons                                            |
| Église Saint-Malo de Brusvily                                            | Brusvily                          |         | 48° 23′ 29″ nord, 2° 07′ 37″ ouest |                |                                                                    |           | Église Saint-Malo de Brusvily                                            |
| Église Notre-Dame de Bulat                                               | Bulat-Pestivien                   |         | 48° 25′ 45″ nord, 3° 19′ 52″ ouest | « PA00089044 » | Classement                                                         | 1907      | Église Notre-Dame de Bulat                                               |
| Église Saint-Vincent-Ferrier de Calanhel                                 | Calanhel                          |         | 48° 26′ 11″ nord, 3° 28′ 56″ ouest |                |                                                                    |           | Image manquante Téléverser                                               |
| Restes de l'église Notre-Dame de Botmel                                  | Callac                            |         | 48° 24′ 42″ nord, 3° 25′ 36″ ouest | « PA00089047 » | Inscription                                                        | 1927      | Restes de l'église Notre-Dame de Botmel                                  |
| Église Saint-Laurent de Callac                                           | Callac                            |         | 48° 24′ 18″ nord, 3° 25′ 41″ ouest |                |                                                                    |           | Église Saint-Laurent de Callac                                           |
| Église Saint-Hubert de Calorguen                                         | Calorguen                         |         | 48° 24′ 32″ nord, 2° 01′ 46″ ouest |                |                                                                    |           | Église Saint-Hubert de Calorguen                                         |
| Église Sainte-Anne du Cambout                                            | Le Cambout                        |         | 48° 03′ 33″ nord, 2° 36′ 35″ ouest |                |                                                                    |           | Image manquante Téléverser                                               |
| Église Saint-Trémeur de Camlez                                           | Camlez                            |         | 48° 46′ 35″ nord, 3° 18′ 17″ ouest |                |                                                                    |           | Église Saint-Trémeur de Camlez                                           |
| Église Notre-Dame de Canihuel                                            | Canihuel                          |         | 48° 20′ 20″ nord, 3° 06′ 24″ ouest | « PA00089050 » | Classement                                                         | 1990      | Église Notre-Dame de Canihuel                                            |
| Église Notre-Dame de Caouënnec                                           | Caouënnec-Lanvézéac               |         | 48° 42′ 16″ nord, 3° 22′ 33″ ouest |                |                                                                    |           | Église Notre-Dame de Caouënnec                                           |
| Église Saint-Ézéchiel de Lanvézéac                                       | Caouënnec-Lanvézéac               |         | 48° 42′ 37″ nord, 3° 20′ 58″ ouest |                |                                                                    |           | Église Saint-Ézéchiel de Lanvézéac                                       |
| Église Saint-Pierre-et-Saint-Paul de Carnoët                             | Carnoët                           |         | 48° 22′ 03″ nord, 3° 31′ 13″ ouest |                |                                                                    |           | Église Saint-Pierre-et-Saint-Paul de Carnoët                             |
| Église Saint-Pierre de Caulnes                                           | Caulnes                           |         | 48° 17′ 18″ nord, 2° 09′ 14″ ouest |                |                                                                    |           | Église Saint-Pierre de Caulnes                                           |
| Église Notre-Dame de Caurel                                              | Caurel                            |         | 48° 12′ 59″ nord, 3° 02′ 07″ ouest |                |                                                                    |           | Église Notre-Dame de Caurel                                              |
| Église Saint-Chéron de Cavan                                             | Cavan                             |         | 48° 40′ 21″ nord, 3° 20′ 44″ ouest | « PA00089060 » | Inscription                                                        | 1926      | Église Saint-Chéron de Cavan                                             |
| Église Notre-Dame des Champs-Géraux                                      | Les Champs-Géraux                 |         | 48° 25′ 03″ nord, 1° 58′ 11″ ouest |                |                                                                    |           | Image manquante Téléverser                                               |
| Église Notre-Dame-de-Pitié de La Chapelle-Blanche                        | La Chapelle-Blanche               |         | 48° 15′ 58″ nord, 2° 08′ 41″ ouest |                |                                                                    |           | Église Notre-Dame-de-Pitié de La Chapelle-Blanche                        |
| Église Notre-Dame-de-Pitié de La Chapelle-Neuve                          | La Chapelle-Neuve                 |         | 48° 27′ 46″ nord, 3° 25′ 14″ ouest |                |                                                                    |           | Église Notre-Dame-de-Pitié de La Chapelle-Neuve                          |
| Église Notre-Dame du Tertre                                              | Châtelaudren                      |         | 48° 32′ 28″ nord, 2° 58′ 23″ ouest | « PA00089061 » | Classement                                                         | 1907      | Église Notre-Dame du Tertre                                              |
| Église Saint-Magloire de Châtelaudren                                    | Châtelaudren                      |         | 48° 32′ 33″ nord, 2° 58′ 06″ ouest |                |                                                                    |           | Église Saint-Magloire de Châtelaudren                                    |
| Église Saint-André de La Chèze                                           | La Chèze                          |         | 48° 07′ 54″ nord, 2° 39′ 15″ ouest |                |                                                                    |           | Église Saint-André de La Chèze                                           |
| Église Saint-Iltud de Coadout                                            | Coadout                           |         | 48° 31′ 01″ nord, 3° 11′ 23″ ouest |                |                                                                    |           | Église Saint-Iltud de Coadout                                            |
| Église Saint-Maudez de Coatascorn                                        | Coatascorn                        |         | 48° 40′ 27″ nord, 3° 15′ 04″ ouest |                |                                                                    |           | Église Saint-Maudez de Coatascorn                                        |
| Église Saint-Pierre de Coatréven                                         | Coatréven                         |         | 48° 46′ 07″ nord, 3° 20′ 36″ ouest | « PA00089062 » | Inscription (clocher et porche) Inscription (église et son enclos) | 1926 2016 | Église Saint-Pierre de Coatréven                                         |
| Église Saint-Thuriau de Coëtlogon                                        | Coëtlogon                         |         | 48° 08′ 31″ nord, 2° 32′ 34″ ouest |                |                                                                    |           | Église Saint-Thuriau de Coëtlogon                                        |
| Église Saint-Jean-Baptiste de Coëtmieux                                  | Coëtmieux                         |         | 48° 29′ 30″ nord, 2° 36′ 01″ ouest |                |                                                                    |           | Église Saint-Jean-Baptiste de Coëtmieux                                  |
| Église Saint-Quentin de Cohiniac                                         | Cohiniac                          |         | 48° 27′ 44″ nord, 2° 57′ 01″ ouest |                |                                                                    |           | Église Saint-Quentin de Cohiniac                                         |
| Église Saint-Sauveur de Corlay                                           | Corlay                            |         | 48° 19′ 05″ nord, 3° 03′ 29″ ouest | « PA00089065 » | Inscription                                                        | 1925      | Église Saint-Sauveur de Corlay                                           |
| Église Saint-Pierre de Corseul                                           | Corseul                           |         | 48° 28′ 51″ nord, 2° 10′ 07″ ouest |                |                                                                    |           | Église Saint-Pierre de Corseul                                           |
| Église Saint-Pierre de Créhen                                            | Créhen                            |         | 48° 32′ 49″ nord, 2° 12′ 51″ ouest |                |                                                                    |           | Église Saint-Pierre de Créhen                                            |
| Basilique Saint-Sauveur de Dinan                                         | Dinan                             |         | 48° 27′ 13″ nord, 2° 02′ 30″ ouest | « PA00089077 » | Classé                                                             | 1862      | Basilique Saint-Sauveur de Dinan                                         |
| Église du couvent des Cordeliers de Dinan                                | Dinan                             |         | 48° 27′ 15″ nord, 2° 02′ 41″ ouest | « PA00089073 » | Classé                                                             | 1930      | Église du couvent des Cordeliers de Dinan                                |
| Église Saint-Malo de Dinan                                               | Dinan                             |         | 48° 27′ 17″ nord, 2° 02′ 46″ ouest | « PA00089076 » | Classé                                                             | 1907      | Église Saint-Malo de Dinan                                               |
| Église abbatiale de l'abbaye Saint-Magloire de Léhon                     | Dinan                             |         | 48° 25′ 28″ nord, 2° 04′ 21″ ouest | « PA00089303 » | Classement                                                         | 1875      | Église abbatiale de l'abbaye Saint-Magloire de Léhon                     |
| Église Saint-Maudez de Duault                                            | Duault                            |         | 48° 21′ 42″ nord, 3° 26′ 09″ ouest |                |                                                                    |           | Image manquante Téléverser                                               |
| Église Saint-Pierre d'Éréac                                              | Éréac                             |         | 48° 16′ 28″ nord, 2° 20′ 52″ ouest |                |                                                                    |           | Église Saint-Pierre d'Éréac                                              |
| Église Saint-Pierre-et-Saint-Paul d'Erquy                                | Erquy                             |         | 48° 37′ 42″ nord, 2° 27′ 51″ ouest |                |                                                                    |           | Église Saint-Pierre-et-Saint-Paul d'Erquy                                |
| Église Saint-Pierre-et-Saint-Paul d'Évran                                | Évran                             |         | 48° 22′ 58″ nord, 1° 58′ 48″ ouest |                |                                                                    |           | Église Saint-Pierre-et-Saint-Paul d'Évran                                |
| Église Saint-Hervé du Faouët                                             | Le Faouët                         |         | 48° 41′ 06″ nord, 3° 04′ 21″ ouest |                |                                                                    |           | Église Saint-Hervé du Faouët                                             |
| Église Notre-Dame du Fœil                                                | Le Fœil                           |         | 48° 25′ 43″ nord, 2° 54′ 47″ ouest |                |                                                                    |           | Image manquante Téléverser                                               |
| Église du Vieux-Bourg de Fréhel                                          | Fréhel                            |         | 48° 39′ 15″ nord, 2° 22′ 02″ ouest |                |                                                                    |           | Église du Vieux-Bourg de Fréhel                                          |
| Église Saint-Hilaire de Fréhel                                           | Fréhel                            |         | 48° 37′ 39″ nord, 2° 21′ 52″ ouest |                |                                                                    |           | Église Saint-Hilaire de Fréhel                                           |
| Église Saint-Étienne de Gausson                                          | Gausson                           |         | 48° 17′ 58″ nord, 2° 45′ 13″ ouest |                |                                                                    |           | Église Saint-Étienne de Gausson                                          |
| Église Saint-Germain-l'Auxerrois de Glomel                               | Glomel                            |         | 48° 13′ 21″ nord, 3° 23′ 51″ ouest | « PA00089160 » | Inscription                                                        | 1927      | Église Saint-Germain-l'Auxerrois de Glomel                               |
| Église Notre-Dame de Gomené                                              | Gomené                            |         | 48° 10′ 26″ nord, 2° 29′ 11″ ouest |                |                                                                    |           | Église Notre-Dame de Gomené                                              |
| Église Saint-Guy de Gommenec'h                                           | Gommenec'h                        |         | 48° 38′ 31″ nord, 3° 02′ 59″ ouest |                |                                                                    |           | Image manquante Téléverser                                               |
| Église Notre-Dame de Gouarec                                             | Gouarec                           |         | 48° 13′ 37″ nord, 3° 10′ 43″ ouest |                |                                                                    |           | Église Notre-Dame de Gouarec                                             |
| Église Saint-Pierre de Goudelin                                          | Goudelin                          |         | 48° 36′ 16″ nord, 3° 01′ 06″ ouest |                |                                                                    |           | Église Saint-Pierre de Goudelin                                          |
| Église Notre-Dame de Grâces                                              | Grâces                            |         | 48° 33′ 28″ nord, 3° 11′ 10″ ouest | « PA00089173 » | Classement                                                         | 1907      | Église Notre-Dame de Grâces                                              |
| Église Notre-Dame de Grâce-Uzel                                          | Grâce-Uzel                        |         | 48° 14′ 29″ nord, 2° 48′ 01″ ouest |                |                                                                    |           | Église Notre-Dame de Grâce-Uzel                                          |
| Église Saint-Gervais et Saint-Protais de Guenroc                         | Guenroc                           |         | 48° 19′ 06″ nord, 2° 04′ 34″ ouest |                |                                                                    |           | Église Saint-Gervais et Saint-Protais de Guenroc                         |
| Église Saint-Pierre de Mûr-de-Bretagne                                   | Guerlédan                         |         | 48° 12′ 05″ nord, 2° 59′ 09″ ouest |                |                                                                    |           | Église Saint-Pierre de Mûr-de-Bretagne                                   |
| Église Sainte-Marie-Madeleine de Saint-Guen                              | Guerlédan                         |         | 48° 13′ 03″ nord, 2° 56′ 14″ ouest |                |                                                                    |           | Église Sainte-Marie-Madeleine de Saint-Guen                              |
| Église abbatiale da l'abbaye Sainte-Croix de Guingamp                    | Guingamp                          |         | 48° 33′ 09″ nord, 3° 09′ 23″ ouest | « PA00089175 » | Inscription                                                        | 1926      | Église abbatiale da l'abbaye Sainte-Croix de Guingamp                    |
| Basilique Notre-Dame-de-Bon-Secours de Guingamp                          | Guingamp                          |         | 48° 33′ 40″ nord, 3° 09′ 03″ ouest | « PA00089179 » | Classement                                                         | 1914      | Basilique Notre-Dame-de-Bon-Secours de Guingamp                          |
| Église Saint-Servan de Guitté                                            | Guitté                            |         | 48° 17′ 50″ nord, 2° 05′ 43″ ouest |                |                                                                    |           | Église Saint-Servan de Guitté                                            |
| Église Notre-Dame de Gurunhuel                                           | Gurunhuel                         |         | 48° 30′ 56″ nord, 3° 17′ 56″ ouest | « PA00089194 » | Inscription Classement                                             | 1926 1928 | Église Notre-Dame de Gurunhuel                                           |
| Église Saint-Gildas de La Harmoye                                        | La Harmoye                        |         | 48° 20′ 14″ nord, 2° 57′ 41″ ouest |                |                                                                    |           | Église Saint-Gildas de La Harmoye                                        |
| Église Notre-Dame-et-Sainte-Philomène du Haut-Corlay                     | Le Haut-Corlay                    |         | 48° 19′ 18″ nord, 3° 03′ 24″ ouest |                |                                                                    |           | Image manquante Téléverser                                               |
| Église Saint-Arnould d'Hémonstoir                                        | Hémonstoir                        |         | 48° 09′ 32″ nord, 2° 49′ 44″ ouest |                |                                                                    |           | Image manquante Téléverser                                               |
| Église Saint-Nicolas et Saint-Guillaume d'Hénanbihen                     | Hénanbihen                        |         | 48° 33′ 36″ nord, 2° 22′ 32″ ouest |                |                                                                    |           | Église Saint-Nicolas et Saint-Guillaume d'Hénanbihen                     |
| Église Saint-Pierre et Saint-Jean-Baptiste d'Hénansal                    | Hénansal                          |         | 48° 32′ 27″ nord, 2° 25′ 58″ ouest |                |                                                                    |           | Image manquante Téléverser                                               |
| Église Saint-Maudez d'Hengoat                                            | Hengoat                           |         | 48° 44′ 38″ nord, 3° 11′ 51″ ouest |                |                                                                    |           | Église Saint-Maudez d'Hengoat                                            |
| Église Saint-Pierre-et-Saint-Paul d'Hénon                                | Hénon                             |         | 48° 23′ 07″ nord, 2° 41′ 01″ ouest |                |                                                                    |           | Image manquante Téléverser                                               |
| Église Saint-Jean-Baptiste d'Hillion                                     | Hillion                           |         | 48° 30′ 50″ nord, 2° 40′ 08″ ouest | « PA00089205 » | Inscription                                                        | 1970      | Église Saint-Jean-Baptiste d'Hillion                                     |
| Église Saint-Ronan de Saint-René                                         | Hillion                           |         | 48° 29′ 12″ nord, 2° 38′ 24″ ouest |                |                                                                    |           | Église Saint-Ronan de Saint-René                                         |
| Église Saint-Barthélémy du Hinglé                                        | Le Hinglé                         |         | 48° 23′ 32″ nord, 2° 04′ 59″ ouest |                |                                                                    |           | Église Saint-Barthélémy du Hinglé                                        |
| Église Notre-Dame de Bréhat                                              | Île-de-Bréhat                     |         | 48° 50′ 44″ nord, 2° 59′ 58″ ouest |                |                                                                    |           | Église Notre-Dame de Bréhat                                              |
| Église Saint-Samson d'Illifaut                                           | Illifaut                          |         | 48° 08′ 45″ nord, 2° 20′ 54″ ouest |                |                                                                    |           | Église Saint-Samson d'Illifaut                                           |
| Église Saint-Lezin de Dolo                                               | Jugon-les-Lacs - Commune nouvelle |         | 48° 23′ 04″ nord, 2° 19′ 46″ ouest |                |                                                                    |           | Église Saint-Lezin de Dolo                                               |
| Église Notre-Dame de Jugon-les-Lacs                                      | Jugon-les-Lacs - Commune nouvelle |         | 48° 24′ 38″ nord, 2° 19′ 17″ ouest | « PA00089207 » | Inscription                                                        | 1926      | Église Notre-Dame de Jugon-les-Lacs                                      |
| Église Saint-Ignace de Saint-Igneuc                                      | Jugon-les-Lacs - Commune nouvelle |         | 48° 24′ 58″ nord, 2° 20′ 41″ ouest |                |                                                                    |           | Image manquante Téléverser                                               |
| Église Notre-Dame-des-Neiges de Kerbors                                  | Kerbors                           |         | 48° 49′ 43″ nord, 3° 10′ 59″ ouest |                |                                                                    |           | Église Notre-Dame-des-Neiges de Kerbors                                  |
| Église Notre-Dame de Kerfot                                              | Kerfot                            |         | 48° 44′ 16″ nord, 3° 01′ 41″ ouest | « PA00089211 » | Inscription                                                        | 1925      | Église Notre-Dame de Kerfot                                              |
| Église Notre-Dame de Kergrist-Moëlou                                     | Kergrist-Moëlou                   |         | 48° 18′ 36″ nord, 3° 19′ 04″ ouest | « PA00089213 » | Classement                                                         | 1921      | Église Notre-Dame de Kergrist-Moëlou                                     |
| Église Saint-Pierre de Kerien                                            | Kerien                            |         | 48° 23′ 23″ nord, 3° 12′ 45″ ouest |                |                                                                    |           | Église Saint-Pierre de Kerien                                            |
| Église Notre-Dame-de-la-Joie de Kermaria-Sulard                          | Kermaria-Sulard                   |         | 48° 46′ 17″ nord, 3° 22′ 12″ ouest |                |                                                                    |           | Église Notre-Dame-de-la-Joie de Kermaria-Sulard                          |
| Église Sainte-Brigitte de Kermoroc'h                                     | Kermoroc'h                        |         | 48° 37′ 25″ nord, 3° 12′ 24″ ouest |                |                                                                    |           | Image manquante Téléverser                                               |
| Église Saint-Pierre de Kerpert                                           | Kerpert                           |         | 48° 22′ 38″ nord, 3° 08′ 07″ ouest | « PA00089217 » | Classement                                                         | 1921      | Église Saint-Pierre de Kerpert                                           |
| Collégiale Notre-Dame de Lamballe                                        | Lamballe                          |         | 48° 28′ 16″ nord, 2° 30′ 45″ ouest | « PA00089222 » | Classement                                                         | 1848      | Collégiale Notre-Dame de Lamballe                                        |
| Église Saint-Aaron de Lamballe                                           | Lamballe                          |         | 48° 30′ 38″ nord, 2° 29′ 18″ ouest |                |                                                                    |           | Église Saint-Aaron de Lamballe                                           |
| Église Saint-Jean de Lamballe                                            | Lamballe                          |         | 48° 28′ 06″ nord, 2° 31′ 00″ ouest |                |                                                                    |           | Église Saint-Jean de Lamballe                                            |
| Église Saint-Martin de Lamballe                                          | Lamballe                          |         | 48° 28′ 24″ nord, 2° 31′ 07″ ouest | « PA00089224 » | Classement                                                         | 1907      | Église Saint-Martin de Lamballe                                          |
| Église Saint-Pierre de Maroué                                            | Lamballe                          |         | 48° 26′ 23″ nord, 2° 32′ 25″ ouest |                |                                                                    |           | Église Saint-Pierre de Maroué                                            |
| Église Saint-Blaise de Tregomar                                          | Lamballe                          |         | 48° 27′ 56″ nord, 2° 25′ 45″ ouest |                |                                                                    |           | Église Saint-Blaise de Tregomar                                          |
| Ancienne église Saint-Cieux de Lancieux                                  | Lancieux                          |         | 48° 36′ 34″ nord, 2° 09′ 01″ ouest | « PA00089236 » | Inscription                                                        | 1925      | Ancienne église Saint-Cieux de Lancieux                                  |
| Église Saint-Cieux de Lancieux                                           | Lancieux                          |         | 48° 36′ 28″ nord, 2° 08′ 59″ ouest |                |                                                                    |           | Église Saint-Cieux de Lancieux                                           |
| Église Saint-Maudez de Landebaëron                                       | Landebaëron                       |         | 48° 38′ 08″ nord, 3° 12′ 37″ ouest | « PA00089239 » | Inscription                                                        | 1926      | Église Saint-Maudez de Landebaëron                                       |
| Église Saint-Éloi de Landébia                                            | Landébia                          |         | 48° 30′ 50″ nord, 2° 20′ 12″ ouest |                |                                                                    |           | Image manquante Téléverser                                               |
| Église Saint-Pierre-et-Sainte-Agnès de La Landec                         | La Landec                         |         | 48° 26′ 08″ nord, 2° 10′ 44″ ouest |                |                                                                    |           | Église Saint-Pierre-et-Sainte-Agnès de La Landec                         |
| Église Saint-Guihen de Landéhen                                          | Landéhen                          |         | 48° 25′ 46″ nord, 2° 32′ 26″ ouest |                |                                                                    |           | Église Saint-Guihen de Landéhen                                          |
| Église Saint-Guyganton de Lanfains                                       | Lanfains                          |         | 48° 21′ 08″ nord, 2° 54′ 47″ ouest |                |                                                                    |           | Église Saint-Guyganton de Lanfains                                       |
| Église Saint-Gal de Langast                                              | Langast                           |         | 48° 16′ 49″ nord, 2° 39′ 45″ ouest | « PA00089245 » | Classement                                                         | 1981      | Église Saint-Gal de Langast                                              |
| Église Sainte-Pompée de Langoat                                          | Langoat                           |         | 48° 45′ 05″ nord, 3° 16′ 52″ ouest |                |                                                                    |           | Église Sainte-Pompée de Langoat                                          |
| Église Saint-Laurent de Langrolay-sur-Rance                              | Langrolay-sur-Rance               |         | 48° 33′ 16″ nord, 2° 00′ 12″ ouest |                |                                                                    |           | Église Saint-Laurent de Langrolay-sur-Rance                              |
| Église Notre-Dame-de-la-Tour de Languédias                               | Languédias                        |         | 48° 23′ 20″ nord, 2° 12′ 49″ ouest |                |                                                                    |           | Église Notre-Dame-de-la-Tour de Languédias                               |
| Église Saint-Jacques de Languenan                                        | Languenan                         |         | 48° 30′ 38″ nord, 2° 07′ 38″ ouest |                |                                                                    |           | Église Saint-Jacques de Languenan                                        |
| Église Saint-Pierre-et-Saint-Paul de Langueux                            | Langueux                          |         | 48° 29′ 44″ nord, 2° 43′ 00″ ouest |                |                                                                    |           | Église Saint-Pierre-et-Saint-Paul de Langueux                            |
| Église Sainte-Marie de Lanleff                                           | Lanleff                           |         | 48° 41′ 40″ nord, 3° 02′ 44″ ouest |                |                                                                    |           | Église Sainte-Marie de Lanleff                                           |
| Ruines de la rotonde dite Temple de Lanleff                              | Lanleff                           |         | 48° 41′ 42″ nord, 3° 02′ 45″ ouest | « PA00089253 » | Classement                                                         | 1889      | Ruines de la rotonde dite Temple de Lanleff                              |
| Église Saint-Loup de Lanloup                                             | Lanloup                           |         | 48° 42′ 51″ nord, 2° 57′ 51″ ouest | « PA00089254 » | Classement                                                         | 1910      | Église Saint-Loup de Lanloup                                             |
| Église Saint-Mérin de Lanmérin                                           | Lanmérin                          |         | 48° 44′ 27″ nord, 3° 20′ 56″ ouest |                |                                                                    |           | Église Saint-Mérin de Lanmérin                                           |
| Église Saint-Maudez de Lanmodez                                          | Lanmodez                          |         | 48° 50′ 32″ nord, 3° 06′ 26″ ouest |                |                                                                    |           | Église Saint-Maudez de Lanmodez                                          |
| Église Saint-Évence de Lannebert                                         | Lannebert                         |         | 48° 39′ 30″ nord, 3° 00′ 30″ ouest |                |                                                                    |           | Image manquante Téléverser                                               |
| Église Saint-Jean-du-Baly                                                | Lannion                           |         | 48° 43′ 57″ nord, 3° 27′ 36″ ouest | « PA00089266 » | Classé                                                             | 1907      | Église Saint-Jean-du-Baly                                                |
| Église de la Trinité de Brélévenez                                       | Lannion                           |         | 48° 44′ 10″ nord, 3° 27′ 31″ ouest | « PA00089279 » | Classé                                                             | 1909      | Église de la Trinité de Brélévenez                                       |
| Église Sainte-Marguerite de Buhulien                                     | Lannion                           |         | 48° 43′ 00″ nord, 3° 24′ 37″ ouest |                |                                                                    |           | Église Sainte-Marguerite de Buhulien                                     |
| Église Saint-Ivy de Loguivy                                              | Lannion                           |         | 48° 44′ 08″ nord, 3° 28′ 58″ ouest | « PA00089309 » | Classé                                                             | 1909 1912 | Église Saint-Ivy de Loguivy                                              |
| Église Saint-Pierre de Servel                                            | Lannion                           |         | 48° 44′ 45″ nord, 3° 29′ 18″ ouest |                |                                                                    |           | Église Saint-Pierre de Servel                                            |
| Église Saint-Jean-Baptiste de Lanrelas                                   | Lanrelas                          |         | 48° 15′ 06″ nord, 2° 17′ 37″ ouest |                |                                                                    |           | Église Saint-Jean-Baptiste de Lanrelas                                   |
| Église Saint-Grégoire de Lanrivain                                       | Lanrivain                         |         | 48° 20′ 47″ nord, 3° 12′ 46″ ouest | « PA00089293 » | Classement                                                         | 1931      | Église Saint-Grégoire de Lanrivain                                       |
| Église Notre-Dame de Lanrodec                                            | Lanrodec                          |         | 48° 31′ 05″ nord, 3° 01′ 52″ ouest |                |                                                                    |           | Église Notre-Dame de Lanrodec                                            |
| Église Notre-Dame-de-la-Cour de Lantic                                   | Lantic                            |         | 48° 35′ 54″ nord, 2° 53′ 51″ ouest | « PA00089296 » | Classement                                                         | 1907      | Église Notre-Dame-de-la-Cour de Lantic                                   |
| Église Saint-Oswald de Lantic                                            | Lantic                            |         | 48° 36′ 23″ nord, 2° 52′ 58″ ouest |                |                                                                    |           | Église Saint-Oswald de Lantic                                            |
| Église Saint-Méen de Lanvallay                                           | Lanvallay                         |         | 48° 27′ 20″ nord, 2° 01′ 38″ ouest |                |                                                                    |           | Église Saint-Méen de Lanvallay                                           |
| Église Saint-Brandan de Lanvellec                                        | Lanvellec                         |         | 48° 37′ 09″ nord, 3° 32′ 16″ ouest |                |                                                                    |           | Église Saint-Brandan de Lanvellec                                        |
| Église Saint-Samson de Lanvollon                                         | Lanvollon                         |         | 48° 37′ 53″ nord, 2° 59′ 09″ ouest |                |                                                                    |           | Église Saint-Samson de Lanvollon                                         |
| Église Saint-Ronan de Laurenan                                           | Laurenan                          |         | 48° 11′ 56″ nord, 2° 32′ 06″ ouest |                |                                                                    |           | Église Saint-Ronan de Laurenan                                           |
| Église Saint-Gwenaël de Lescouët-Gouarec                                 | Lescouët-Gouarec                  |         | 48° 09′ 38″ nord, 3° 14′ 39″ ouest |                |                                                                    |           | Église Saint-Gwenaël de Lescouët-Gouarec                                 |
| Église Saint-Symphorien du Leslay                                        | Le Leslay                         |         | 48° 25′ 46″ nord, 2° 57′ 50″ ouest |                |                                                                    |           | Image manquante Téléverser                                               |
| Église Saint-Jean-Baptiste de Lézardrieux                                | Lézardrieux                       |         | 48° 47′ 11″ nord, 3° 06′ 17″ ouest | « PA00089305 » | Inscription                                                        | 1948      | Église Saint-Jean-Baptiste de Lézardrieux                                |
| Église Saint-Hernin de Locarn                                            | Locarn                            |         | 48° 19′ 08″ nord, 3° 25′ 22″ ouest | « PA00089306 » | Inscription                                                        | 1926      | Église Saint-Hernin de Locarn                                            |
| Église Saint-Envel de Loc-Envel                                          | Loc-Envel                         |         | 48° 31′ 00″ nord, 3° 24′ 27″ ouest | « PA00089307 » | Classement                                                         | 1911      | Église Saint-Envel de Loc-Envel                                          |
| Église Saint-Emilion de Loguivy-Plougras                                 | Loguivy-Plougras                  |         | 48° 31′ 17″ nord, 3° 29′ 14″ ouest | « PA00089311 » | Classement                                                         | 1912      | Église Saint-Emilion de Loguivy-Plougras                                 |
| Église Saint-Judoce de Lohuec                                            | Lohuec                            |         | 48° 27′ 33″ nord, 3° 31′ 19″ ouest | « PA00089314 » | Inscription                                                        | 1926      | Église Saint-Judoce de Lohuec                                            |
| Église Saint-Lunaire de Loscouët-sur-Meu                                 | Loscouët-sur-Meu                  |         | 48° 10′ 42″ nord, 2° 14′ 30″ ouest |                |                                                                    |           | Église Saint-Lunaire de Loscouët-sur-Meu                                 |
| Église Saint-Yves de Louannec                                            | Louannec                          |         | 48° 47′ 41″ nord, 3° 24′ 40″ ouest |                |                                                                    |           | Église Saint-Yves de Louannec                                            |
| Église Notre-Dame-des-Neiges de Louargat                                 | Louargat                          |         | 48° 33′ 59″ nord, 3° 20′ 23″ ouest |                |                                                                    |           | Église Notre-Dame-des-Neiges de Louargat                                 |
| Église Saint-Pierre de Maël-Carhaix                                      | Maël-Carhaix                      |         | 48° 17′ 02″ nord, 3° 25′ 25″ ouest | « PA00089318 » | Inscription                                                        | 1927      | Église Saint-Pierre de Maël-Carhaix                                      |
| Église Saint-Laurent de Maël-Pestivien                                   | Maël-Pestivien                    |         | 48° 23′ 37″ nord, 3° 17′ 49″ ouest |                |                                                                    |           | Église Saint-Laurent de Maël-Pestivien                                   |
| Église Saint-Gildas de Magoar                                            | Magoar                            |         | 48° 23′ 50″ nord, 3° 11′ 17″ ouest | « PA00089322 » | Classement                                                         | 1929      | Église Saint-Gildas de Magoar                                            |
| Église Saint-Évent de La Malhoure                                        | La Malhoure                       |         | 48° 23′ 50″ nord, 2° 29′ 39″ ouest |                |                                                                    |           | Église Saint-Évent de La Malhoure                                        |
| Église Saint-Mérin de Mantallot                                          | Mantallot                         |         | 48° 42′ 24″ nord, 3° 17′ 55″ ouest |                |                                                                    |           | Église Saint-Mérin de Mantallot                                          |
| Église Notre-Dame de Matignon                                            | Matignon                          |         | 48° 35′ 45″ nord, 2° 17′ 36″ ouest |                |                                                                    |           | Image manquante Téléverser                                               |
| Église Saint-Méaugon de La Méaugon                                       | La Méaugon                        |         | 48° 30′ 04″ nord, 2° 50′ 13″ ouest |                |                                                                    |           | Église Saint-Méaugon de La Méaugon                                       |
| Église Saint-Pierre-et-Saint-Paul de Mégrit                              | Mégrit                            |         | 48° 22′ 29″ nord, 2° 14′ 56″ ouest |                |                                                                    |           | Église Saint-Pierre-et-Saint-Paul de Mégrit                              |
| Église Saint-Jean-Baptiste de Mellionnec                                 | Mellionnec                        |         | 48° 10′ 27″ nord, 3° 17′ 49″ ouest |                |                                                                    |           | Image manquante Téléverser                                               |
| Église Saint-Guillaume de Collinée                                       | Le Mené                           |         | 48° 18′ 05″ nord, 2° 31′ 09″ ouest |                |                                                                    |           | Image manquante Téléverser                                               |
| Église Saint-Étienne du Gouray                                           | Le Mené                           |         | 48° 19′ 39″ nord, 2° 29′ 17″ ouest |                |                                                                    |           | Église Saint-Étienne du Gouray                                           |
| Église Saint-Eutrope de Langourla (tour Saint-Eutrope)                   | Le Mené                           |         | 48° 17′ 06″ nord, 2° 24′ 51″ ouest |                |                                                                    |           | Église Saint-Eutrope de Langourla (tour Saint-Eutrope)                   |
| Église Saint-Pierre de Langourla                                         | Le Mené                           |         | 48° 17′ 06″ nord, 2° 24′ 53″ ouest |                |                                                                    |           | Église Saint-Pierre de Langourla                                         |
| Église Saint-Pierre de Plessala                                          | Le Mené                           |         | 48° 16′ 35″ nord, 2° 37′ 05″ ouest |                |                                                                    |           | Image manquante Téléverser                                               |
| Église Saint-Gilles de Saint-Gilles-du-Mené                              | Le Mené                           |         | 48° 14′ 52″ nord, 2° 32′ 51″ ouest |                |                                                                    |           | Église Saint-Gilles de Saint-Gilles-du-Mené                              |
| Église Saint-Gouéno de Saint-Gouéno                                      | Le Mené                           |         | 48° 16′ 04″ nord, 2° 34′ 04″ ouest |                |                                                                    |           | Image manquante Téléverser                                               |
| Église Saint-Jacut de Saint-Jacut-du-Mené                                | Le Mené                           |         | 48° 17′ 00″ nord, 2° 28′ 54″ ouest |                |                                                                    |           | Église Saint-Jacut de Saint-Jacut-du-Mené                                |
| Église Saint-Pierre de Merdrignac                                        | Merdrignac                        |         | 48° 11′ 36″ nord, 2° 24′ 50″ ouest |                |                                                                    |           | Église Saint-Pierre de Merdrignac                                        |
| Église Saint-Pierre de Merillac                                          | Mérillac                          |         | 48° 15′ 22″ nord, 2° 23′ 43″ ouest |                |                                                                    |           | Église Saint-Pierre de Merillac                                          |
| Église Saint-Pierre-et-Saint-Paul de Merléac                             | Merléac                           |         | 48° 16′ 39″ nord, 2° 53′ 58″ ouest |                |                                                                    |           | Image manquante Téléverser                                               |
| Église Notre-Dame des Sept-Douleurs du Merzer                            | Le Merzer                         |         | 48° 34′ 32″ nord, 3° 04′ 01″ ouest |                |                                                                    |           | Église Notre-Dame des Sept-Douleurs du Merzer                            |
| Église Saint-Yves de Minihy-Tréguier                                     | Minihy-Tréguier                   |         | 48° 46′ 30″ nord, 3° 13′ 44″ ouest | « PA00089332 » | Classement                                                         | 1923      | Église Saint-Yves de Minihy-Tréguier                                     |
| Église Saint-Mathurin de Moncontour                                      | Moncontour                        |         | 48° 21′ 41″ nord, 2° 37′ 59″ ouest | « PA00089334 » | Classement                                                         | 1889      | Église Saint-Mathurin de Moncontour                                      |
| Église Saint-Gobrien de Morieux                                          | Morieux                           |         | 48° 31′ 21″ nord, 2° 36′ 34″ ouest | « PA00089758 » | Inscription Classement                                             | 1989 1995 | Église Saint-Gobrien de Morieux                                          |
| Église Saint-Vincent-Ferrier de La Motte                                 | La Motte                          |         | 48° 14′ 09″ nord, 2° 43′ 59″ ouest |                |                                                                    |           | Église Saint-Vincent-Ferrier de La Motte                                 |
| Église Notre-Dame de Moustéru                                            | Moustéru                          |         | 48° 31′ 02″ nord, 3° 14′ 20″ ouest | « PA00089345 » | Inscription                                                        | 1925      | Église Notre-Dame de Moustéru                                            |
| Église Saint-Juvénal du Moustoir                                         | Le Moustoir                       |         | 48° 16′ 00″ nord, 3° 30′ 19″ ouest | « PA00089347 » | Inscription                                                        | 1926      | Église Saint-Juvénal du Moustoir                                         |
| Église Saint-Sébastien de Noyal                                          | Noyal                             |         | 48° 26′ 51″ nord, 2° 29′ 10″ ouest |                |                                                                    |           | Église Saint-Sébastien de Noyal                                          |
| Église Saint-Tugdual de Pabu                                             | Pabu                              |         | 48° 35′ 12″ nord, 3° 08′ 14″ ouest |                |                                                                    |           | Église Saint-Tugdual de Pabu                                             |
| Église Saint-Samson de Kérity                                            | Paimpol                           |         | 48° 46′ 09″ nord, 3° 01′ 30″ ouest |                |                                                                    |           | Église Saint-Samson de Kérity                                            |
| Ancienne église de Paimpol (clocher)                                     | Paimpol                           |         | 48° 46′ 43″ nord, 3° 02′ 55″ ouest | « PA00089353 » | Classement                                                         | 1916      | Ancienne église de Paimpol (clocher)                                     |
| Église abbatiale de l'abbaye de Beauport (en ruines)                     | Paimpol                           |         | 48° 46′ 04″ nord, 3° 01′ 10″ ouest | « PA00089362 » | Classement                                                         | 1862      | Église abbatiale de l'abbaye de Beauport (en ruines)                     |
| Église Notre-Dame-de-Bonne-Nouvelle de Paimpol                           | Paimpol                           |         | 48° 46′ 50″ nord, 3° 03′ 00″ ouest |                |                                                                    |           | Église Notre-Dame-de-Bonne-Nouvelle de Paimpol                           |
| Église Saint-Pierre de Plounez                                           | Paimpol                           |         | 48° 46′ 16″ nord, 3° 04′ 23″ ouest |                |                                                                    |           | Église Saint-Pierre de Plounez                                           |
| Église Sainte-Paule de Paule                                             | Paule                             |         | 48° 14′ 10″ nord, 3° 26′ 35″ ouest |                |                                                                    |           | Image manquante Téléverser                                               |
| Église Saint-Pierre de Pédernec                                          | Pédernec                          |         | 48° 35′ 51″ nord, 3° 16′ 13″ ouest | « PA00089368 » | Inscription                                                        | 1970      | Église Saint-Pierre de Pédernec                                          |
| Église Notre-Dame de Penguily                                            | Penguily                          |         | 48° 22′ 17″ nord, 2° 29′ 37″ ouest |                |                                                                    |           | Église Notre-Dame de Penguily                                            |
| Église Notre-Dame de Penvénan                                            | Penvénan                          |         | 48° 48′ 44″ nord, 3° 17′ 45″ ouest |                |                                                                    |           | Église Notre-Dame de Penvénan                                            |
| Église Saint-Jacques de Perros-Guirec                                    | Perros-Guirec                     |         | 48° 48′ 52″ nord, 3° 26′ 35″ ouest | « PA00089383 » | Classement                                                         | 1901      | Église Saint-Jacques de Perros-Guirec                                    |
| Église Sainte-Anne de Peumerit-Quintin                                   | Peumerit-Quintin                  |         | 48° 21′ 42″ nord, 3° 16′ 22″ ouest |                |                                                                    |           | Église Sainte-Anne de Peumerit-Quintin                                   |
| Église Saint-Pierre de Plaine-Haute                                      | Plaine-Haute                      |         | 48° 26′ 44″ nord, 2° 51′ 15″ ouest |                |                                                                    |           | Image manquante Téléverser                                               |
| Église Saint-Pierre de Plaintel                                          | Plaintel                          |         | 48° 24′ 26″ nord, 2° 49′ 02″ ouest |                |                                                                    |           | Église Saint-Pierre de Plaintel                                          |
| Église Notre-Dame-de-Nazareth de Plancoët                                | Plancoët                          |         | 48° 31′ 04″ nord, 2° 13′ 23″ ouest |                |                                                                    |           | Église Notre-Dame-de-Nazareth de Plancoët                                |
| Église Saint-Sauveur de Plancoët                                         | Plancoët                          |         | 48° 31′ 25″ nord, 2° 14′ 00″ ouest |                |                                                                    |           | Église Saint-Sauveur de Plancoët                                         |
| Église Saint-Pierre-et-Saint-Paul de Planguenoual                        | Planguenoual                      |         | 48° 32′ 00″ nord, 2° 34′ 39″ ouest |                |                                                                    |           | Église Saint-Pierre-et-Saint-Paul de Planguenoual                        |
| Église Saint-Paul de Pléboulle                                           | Pléboulle                         |         | 48° 36′ 33″ nord, 2° 20′ 14″ ouest |                |                                                                    |           | Église Saint-Paul de Pléboulle                                           |
| Église Saint-Malo de Plédéliac                                           | Plédéliac                         |         | 48° 26′ 55″ nord, 2° 23′ 16″ ouest | « PA00089397 » | Inscription                                                        | 1926      | Église Saint-Malo de Plédéliac                                           |
| Église Saint-Pierre-et-Saint-Paul de Plédran                             | Plédran                           |         | 48° 26′ 43″ nord, 2° 44′ 44″ ouest |                |                                                                    |           | Église Saint-Pierre-et-Saint-Paul de Plédran                             |
| Église Notre-Dame-de-Soumission de Pléguien                              | Pléguien                          |         | 48° 38′ 10″ nord, 2° 56′ 26″ ouest |                |                                                                    |           | Église Notre-Dame-de-Soumission de Pléguien                              |
| Église Saint-Pierre de Pléhédel                                          | Pléhédel                          |         | 48° 41′ 48″ nord, 3° 00′ 29″ ouest |                |                                                                    |           | Église Saint-Pierre de Pléhédel                                          |
| Église Saint-Pierre-ès-Liens de Plélan-le-Petit                          | Plélan-le-Petit                   |         | 48° 26′ 05″ nord, 2° 13′ 13″ ouest |                |                                                                    |           | Église Saint-Pierre-ès-Liens de Plélan-le-Petit                          |
| Église Saint-Pierre de Plélauff                                          | Plélauff                          |         | 48° 12′ 25″ nord, 3° 12′ 39″ ouest |                |                                                                    |           | Image manquante Téléverser                                               |
| Église Saint-Pierre-et-Saint-Paul de Plélo                               | Plélo                             |         | 48° 33′ 22″ nord, 2° 56′ 48″ ouest |                |                                                                    |           | Église Saint-Pierre-et-Saint-Paul de Plélo                               |
| Église Notre-Dame de La Ferrière                                         | Plémet                            |         | 48° 08′ 33″ nord, 2° 36′ 19″ ouest | « PA22000024 » | Inscription                                                        | 2007      | Église Notre-Dame de La Ferrière                                         |
| Église Saint-Pierre-et-Saint-Paul de Plémet                              | Plémet                            |         | 48° 10′ 38″ nord, 2° 35′ 38″ ouest |                |                                                                    |           | Église Saint-Pierre-et-Saint-Paul de Plémet                              |
| Église Saint-Pierre-et-Saint-Paul de Plémy                               | Plémy                             |         | 48° 20′ 07″ nord, 2° 40′ 54″ ouest |                |                                                                    |           | Église Saint-Pierre-et-Saint-Paul de Plémy                               |
| Église abbatiale de l'abbaye Notre-Dame de Boquen                        | Plénée-Jugon                      |         | 48° 19′ 06″ nord, 2° 26′ 46″ ouest | « PA00089413 » | Classement                                                         | 1938      | Église abbatiale de l'abbaye Notre-Dame de Boquen                        |
| Église Saint-Pierre de Plénée-Jugon                                      | Plénée-Jugon                      |         | 48° 21′ 50″ nord, 2° 24′ 00″ ouest |                |                                                                    |           | Église Saint-Pierre de Plénée-Jugon                                      |
| Église Saint-Pierre-et-Saint-Paul de Pléneuf-Val-André                   | Pléneuf-Val-André                 |         | 48° 35′ 03″ nord, 2° 32′ 10″ ouest |                |                                                                    |           | Église Saint-Pierre-et-Saint-Paul de Pléneuf-Val-André                   |
| Église Notre-Dame-du-Bon-Secours du Légué                                | Plérin                            |         | 48° 31′ 28″ nord, 2° 44′ 50″ ouest |                |                                                                    |           | Église Notre-Dame-du-Bon-Secours du Légué                                |
| Église Saint-Pierre de Plérin                                            | Plérin                            |         | 48° 32′ 05″ nord, 2° 46′ 04″ ouest |                |                                                                    |           | Église Saint-Pierre de Plérin                                            |
| Église Saint-Laurent de Saint-Laurent-de-La-Mer                          | Plérin                            |         | 48° 32′ 25″ nord, 2° 43′ 48″ ouest |                |                                                                    |           | Église Saint-Laurent de Saint-Laurent-de-La-Mer                          |
| Église Saint-Pierre-et-Saint-Paul de Plerneuf                            | Plerneuf                          |         | 48° 30′ 54″ nord, 2° 53′ 01″ ouest |                |                                                                    |           | Église Saint-Pierre-et-Saint-Paul de Plerneuf                            |
| Église Saint-Pierre de Plésidy                                           | Plésidy                           |         | 48° 26′ 57″ nord, 3° 07′ 25″ ouest |                |                                                                    |           | Image manquante Téléverser                                               |
| Église Saint-Pierre de Pleslin                                           | Pleslin-Trigavou                  |         | 48° 31′ 56″ nord, 2° 03′ 26″ ouest |                |                                                                    |           | Église Saint-Pierre de Pleslin                                           |
| Église Sainte-Brigide de Trigavou                                        | Pleslin-Trigavou                  |         | 48° 31′ 35″ nord, 2° 04′ 48″ ouest |                |                                                                    |           | Église Sainte-Brigide de Trigavou                                        |
| Église Saint-Pierre de Plestan                                           | Plestan                           |         | 48° 25′ 28″ nord, 2° 26′ 48″ ouest |                |                                                                    |           | Église Saint-Pierre de Plestan                                           |
| Église Saint-Efflam de Plestin-les-Grèves                                | Plestin-les-Grèves                |         | 48° 39′ 19″ nord, 3° 37′ 52″ ouest | « PA00089428 » | Classement                                                         | 1908      | Église Saint-Efflam de Plestin-les-Grèves                                |
| Église Notre-Dame de l’Armor                                             | Pleubian                          |         | 48° 51′ 36″ nord, 3° 06′ 11″ ouest |                |                                                                    |           | Église Notre-Dame de l’Armor                                             |
| Église Saint-Georges de Pleubian                                         | Pleubian                          |         | 48° 50′ 33″ nord, 3° 08′ 22″ ouest |                |                                                                    |           | Église Saint-Georges de Pleubian                                         |
| Église Saint-Pierre de Pleudaniel                                        | Pleudaniel                        |         | 48° 46′ 07″ nord, 3° 08′ 32″ ouest | « PA00089434 » | Inscription                                                        | 1927      | Église Saint-Pierre de Pleudaniel                                        |
| Église Notre-Dame de Pleudihen-sur-Rance                                 | Pleudihen-sur-Rance               |         | 48° 30′ 38″ nord, 1° 57′ 08″ ouest |                |                                                                    |           | Église Notre-Dame de Pleudihen-sur-Rance                                 |
| Église Saint-Marc de l'Île-Grande                                        | Pleumeur-Bodou                    |         | 48° 48′ 02″ nord, 3° 34′ 35″ ouest |                |                                                                    |           | Église Saint-Marc de l'Île-Grande                                        |
| Église Saint-Pierre de Pleumeur-Bodou                                    | Pleumeur-Bodou                    |         | 48° 46′ 26″ nord, 3° 31′ 04″ ouest |                |                                                                    |           | Église Saint-Pierre de Pleumeur-Bodou                                    |
| Église Saint-Pierre de Pleumeur-Gautier                                  | Pleumeur-Gautier                  |         | 48° 48′ 14″ nord, 3° 09′ 29″ ouest |                |                                                                    |           | Église Saint-Pierre de Pleumeur-Gautier                                  |
| Église Saint-Pierre de Pléven                                            | Pléven                            |         | 48° 29′ 25″ nord, 2° 19′ 10″ ouest |                |                                                                    |           | Église Saint-Pierre de Pléven                                            |
| Église Saint-Pierre de Plévenon                                          | Plévenon                          |         | 48° 39′ 16″ nord, 2° 19′ 57″ ouest |                |                                                                    |           | Église Saint-Pierre de Plévenon                                          |
| Église Notre-Dame de Plévin                                              | Plévin                            |         | 48° 13′ 37″ nord, 3° 30′ 11″ ouest |                |                                                                    |           | Église Notre-Dame de Plévin                                              |
| Église Notre-Dame de L'Hermitage-Lorge                                   | Plœuc-L'Hermitage                 |         | 48° 20′ 08″ nord, 2° 49′ 46″ ouest |                |                                                                    |           | Église Notre-Dame de L'Hermitage-Lorge                                   |
| Église Saint-Pierre de Plœuc-sur-Lié                                     | Plœuc-L'Hermitage                 |         | 48° 20′ 49″ nord, 2° 45′ 20″ ouest |                |                                                                    |           | Église Saint-Pierre de Plœuc-sur-Lié                                     |
| Église Saint-Pierre de Ploëzal                                           | Ploëzal                           |         | 48° 42′ 56″ nord, 3° 12′ 18″ ouest |                |                                                                    |           | Église Saint-Pierre de Ploëzal                                           |
| Église Saint-Pierre de Plorec-sur-Arguenon                               | Plorec-sur-Arguenon               |         | 48° 28′ 45″ nord, 2° 17′ 54″ ouest |                |                                                                    |           | Église Saint-Pierre de Plorec-sur-Arguenon                               |
| Église Saint-Pierre de Plouagat                                          | Plouagat                          |         | 48° 32′ 12″ nord, 2° 59′ 57″ ouest |                |                                                                    |           | Église Saint-Pierre de Plouagat                                          |
| Église Notre-Dame de Plouaret                                            | Plouaret                          |         | 48° 36′ 43″ nord, 3° 28′ 23″ ouest | « PA00089453 » | Classement                                                         | 1907      | Église Notre-Dame de Plouaret                                            |
| Église Saint-Jacques-et-Saint-Philippe de Plouasne                       | Plouasne                          |         | 48° 18′ 03″ nord, 2° 00′ 24″ ouest |                |                                                                    |           | Image manquante Téléverser                                               |
| Église Sainte-Anne de Ploubazlanec                                       | Ploubazlanec                      |         | 48° 48′ 05″ nord, 3° 02′ 00″ ouest |                |                                                                    |           | Église Sainte-Anne de Ploubazlanec                                       |
| Église Saint-Pierre de Ploubezre                                         | Ploubezre                         |         | 48° 42′ 16″ nord, 3° 26′ 52″ ouest | « PA00089470 » | Classement                                                         | 1910      | Église Saint-Pierre de Ploubezre                                         |
| Église Notre-Dame de Plouëc                                              | Plouëc-du-Trieux                  |         | 48° 40′ 33″ nord, 3° 11′ 30″ ouest |                |                                                                    |           | Église Notre-Dame de Plouëc                                              |
| Église Saint-Pierre-et-Saint-Paul de Plouër-sur-Rance                    | Plouër-sur-Rance                  |         | 48° 31′ 40″ nord, 2° 00′ 11″ ouest |                |                                                                    |           | Église Saint-Pierre-et-Saint-Paul de Plouër-sur-Rance                    |
| Église Saint-Pierre de Plouézec (également dénommée Notre-Dame-du-Gavel) | Plouézec                          |         | 48° 44′ 58″ nord, 2° 59′ 03″ ouest |                |                                                                    |           | Église Saint-Pierre de Plouézec (également dénommée Notre-Dame-du-Gavel) |
| Église Saint-Pierre de Ploufragan                                        | Ploufragan                        |         | 48° 29′ 21″ nord, 2° 47′ 36″ ouest |                |                                                                    |           | Église Saint-Pierre de Ploufragan                                        |
| Église Saint-Pierre de Plougonver                                        | Plougonver                        |         | 48° 29′ 03″ nord, 3° 22′ 44″ ouest | « PA00089478 » | Inscription                                                        | 1926      | Église Saint-Pierre de Plougonver                                        |
| Église Saint-Pierre de Plougras                                          | Plougras                          |         | 48° 30′ 41″ nord, 3° 33′ 44″ ouest | « PA00089480 » | Inscription                                                        | 1930      | Église Saint-Pierre de Plougras                                          |
| Église Saint-Pierre de Plougrescant                                      | Plougrescant                      |         | 48° 50′ 38″ nord, 3° 13′ 55″ ouest |                |                                                                    |           | Église Saint-Pierre de Plougrescant                                      |
| Église du Vieux-Bourg                                                    | Plouguenast                       |         | 48° 16′ 37″ nord, 2° 40′ 54″ ouest | « PA00089484 » | Inscription                                                        | 1926      | Église du Vieux-Bourg                                                    |
| Église Saint-Pierre-et-Saint-Paul de Plouguenast                         | Plouguenast                       |         | 48° 16′ 50″ nord, 2° 42′ 14″ ouest |                |                                                                    |           | Église Saint-Pierre-et-Saint-Paul de Plouguenast                         |
| Église Saint-Pierre-et-Saint-Paul de Plouguernével                       | Plouguernével                     |         | 48° 14′ 24″ nord, 3° 15′ 08″ ouest |                |                                                                    |           | Église Saint-Pierre-et-Saint-Paul de Plouguernével                       |
| Église Notre-Dame de Plouguiel                                           | Plouguiel                         |         | 48° 47′ 51″ nord, 3° 14′ 23″ ouest |                |                                                                    |           | Église Notre-Dame de Plouguiel                                           |
| Église Saint-Pierre de Plouha                                            | Plouha                            |         | 48° 40′ 35″ nord, 2° 55′ 43″ ouest |                |                                                                    |           | Église Saint-Pierre de Plouha                                            |
| Église Saint-Pierre de Plouisy                                           | Plouisy                           |         | 48° 34′ 38″ nord, 3° 11′ 10″ ouest |                |                                                                    |           | Église Saint-Pierre de Plouisy                                           |
| Église Saint-Dogmaël de Ploulec'h                                        | Ploulec'h                         |         | 48° 43′ 05″ nord, 3° 30′ 14″ ouest | « PA00089494 » | Inscription                                                        | 1926      | Église Saint-Dogmaël de Ploulec'h                                        |
| Église Saint-Pierre de Ploumagoar                                        | Ploumagoar                        |         | 48° 32′ 42″ nord, 3° 07′ 54″ ouest |                |                                                                    |           | Église Saint-Pierre de Ploumagoar                                        |
| Église Notre-Dame de Keraudy                                             | Ploumilliau                       |         | 48° 38′ 54″ nord, 3° 30′ 29″ ouest | « PA00089501 » | Classement                                                         | 1935      | Église Notre-Dame de Keraudy                                             |
| Église Saint-Milliau de Ploumilliau                                      | Ploumilliau                       |         | 48° 40′ 46″ nord, 3° 31′ 25″ ouest | « PA00089500 » | Classement                                                         | 1921      | Église Saint-Milliau de Ploumilliau                                      |
| Église Saint-Nerin de Plounérin                                          | Plounérin                         |         | 48° 34′ 04″ nord, 3° 32′ 28″ ouest |                |                                                                    |           | Église Saint-Nerin de Plounérin                                          |
| Église Saint-Pierre de Plounévez-Moëdec                                  | Plounévez-Moëdec                  |         | 48° 33′ 24″ nord, 3° 26′ 39″ ouest | « PA00089511 » | Classement                                                         | 1932      | Église Saint-Pierre de Plounévez-Moëdec                                  |
| Église Saint-Pierre de Plounévez-Quintin                                 | Plounévez-Quintin                 |         | 48° 17′ 27″ nord, 3° 13′ 53″ ouest | « PA00089514 » | Inscription                                                        | 1964      | Église Saint-Pierre de Plounévez-Quintin                                 |
| Église Notre-Dame de Plourac'h                                           | Plourac'h                         |         | 48° 25′ 02″ nord, 3° 32′ 50″ ouest | « PA00089517 » | Inscription Classement                                             | 1926 1912 | Église Notre-Dame de Plourac'h                                           |
| Église Saint-Pierre de Plourhan                                          | Plourhan                          |         | 48° 37′ 52″ nord, 2° 52′ 11″ ouest |                |                                                                    |           | Église Saint-Pierre de Plourhan                                          |
| Église Saint-Pierre de Plourivo                                          | Plourivo                          |         | 48° 44′ 43″ nord, 3° 04′ 16″ ouest |                |                                                                    |           | Église Saint-Pierre de Plourivo                                          |
| Église Saint-Pierre-et-Saint-Paul de Plouvara                            | Plouvara                          |         | 48° 30′ 28″ nord, 2° 54′ 54″ ouest |                |                                                                    |           | Église Saint-Pierre-et-Saint-Paul de Plouvara                            |
| Église Saint-Sylvestre de Plouzélambre                                   | Plouzélambre                      |         | 48° 38′ 39″ nord, 3° 32′ 43″ ouest | « PA00089522 » | Classement                                                         | 1993      | Église Saint-Sylvestre de Plouzélambre                                   |
| Église Saint-Mayeux de Pludual                                           | Pludual                           |         | 48° 39′ 57″ nord, 2° 58′ 59″ ouest |                |                                                                    |           | Église Saint-Mayeux de Pludual                                           |
| Église Saint-Pierre de Pluduno                                           | Pluduno                           |         | 48° 31′ 53″ nord, 2° 16′ 07″ ouest |                |                                                                    |           | Image manquante Téléverser                                               |
| Église Saint-Florent de Plufur                                           | Plufur                            |         | 48° 36′ 34″ nord, 3° 34′ 30″ ouest | « PA00089528 » | Inscription                                                        | 1985      | Église Saint-Florent de Plufur                                           |
| Église Saint-Maudan de Plumaudan                                         | Plumaudan                         |         | 48° 21′ 29″ nord, 2° 07′ 31″ ouest |                |                                                                    |           | Église Saint-Maudan de Plumaudan                                         |
| Église Saint-Pierre de Plumaugat                                         | Plumaugat                         |         | 48° 15′ 20″ nord, 2° 14′ 19″ ouest |                |                                                                    |           | Image manquante Téléverser                                               |
| Église Saint-Pierre de Plumieux                                          | Plumieux                          |         | 48° 06′ 05″ nord, 2° 34′ 56″ ouest |                |                                                                    |           | Image manquante Téléverser                                               |
| Église Saint-Pierre de Plurien                                           | Plurien                           |         | 48° 37′ 36″ nord, 2° 24′ 14″ ouest |                |                                                                    |           | Église Saint-Pierre de Plurien                                           |
| Église Notre-Dame de Grâces de Plusquellec                               | Plusquellec                       |         | 48° 23′ 06″ nord, 3° 29′ 05″ ouest | « PA00089531 » | Inscription                                                        | 1926      | Église Notre-Dame de Grâces de Plusquellec                               |
| Église Saint-Julien de Plussulien                                        | Plussulien                        |         | 48° 16′ 57″ nord, 3° 04′ 14″ ouest |                |                                                                    |           | Image manquante Téléverser                                               |
| Église Saint-Pierre de Pluzunet                                          | Pluzunet                          |         | 48° 38′ 29″ nord, 3° 22′ 16″ ouest | « PA00089534 » | Inscription                                                        | 1926      | Église Saint-Pierre de Pluzunet                                          |
| Église Saint-Pierre de Pommeret                                          | Pommeret                          |         | 48° 27′ 47″ nord, 2° 37′ 35″ ouest |                |                                                                    |           | Église Saint-Pierre de Pommeret                                          |
| Église Saint-Pierre-ès-Liens de Pommerit-Jaudy                           | Pommerit-Jaudy                    |         | 48° 43′ 54″ nord, 3° 14′ 29″ ouest |                |                                                                    |           | Église Saint-Pierre-ès-Liens de Pommerit-Jaudy                           |
| Église Notre-Dame de Pommerit-le-Vicomte                                 | Pommerit-le-Vicomte               |         | 48° 37′ 12″ nord, 3° 05′ 15″ ouest | « PA00089537 » | Inscription                                                        | 1926      | Église Notre-Dame de Pommerit-le-Vicomte                                 |
| Église Saint-Jean-Baptiste de Pont-Melvez                                | Pont-Melvez                       |         | 48° 27′ 34″ nord, 3° 18′ 26″ ouest |                |                                                                    |           | Église Saint-Jean-Baptiste de Pont-Melvez                                |
| Église Notre-Dame-des-Fontaines de Pontrieux                             | Pontrieux                         |         | 48° 41′ 49″ nord, 3° 09′ 34″ ouest |                |                                                                    |           | Église Notre-Dame-des-Fontaines de Pontrieux                             |
| Église Saint-Pierre de Pordic                                            | Pordic                            |         | 48° 34′ 15″ nord, 2° 49′ 04″ ouest |                |                                                                    |           | Église Saint-Pierre de Pordic                                            |
| Église Saint-Méloir de Tréméloir                                         | Pordic                            |         | 48° 33′ 21″ nord, 2° 51′ 26″ ouest |                |                                                                    |           | Église Saint-Méloir de Tréméloir                                         |
| Église Saint-Bergat de Pouldouran                                        | Pouldouran                        |         | 48° 45′ 50″ nord, 3° 12′ 02″ ouest |                |                                                                    |           | Église Saint-Bergat de Pouldouran                                        |
| Église Saint-Pierre de Prat                                              | Prat                              |         | 48° 40′ 35″ nord, 3° 17′ 54″ ouest | « PA00089544 » | Inscription                                                        | 1926      | Église Saint-Pierre de Prat                                              |
| Église Saint-Jean-de-Trévoazan                                           | Prat                              |         | 48° 41′ 06″ nord, 3° 15′ 51″ ouest | « PA00089545 » | Inscription                                                        | 1926      | Église Saint-Jean-de-Trévoazan                                           |
| Église Saint-Jean-Baptiste de La Prénessaye                              | La Prénessaye                     |         | 48° 10′ 56″ nord, 2° 38′ 07″ ouest |                |                                                                    |           | Image manquante Téléverser                                               |
| Église Saint-Pierre de Quemper-Guézennec                                 | Quemper-Guézennec                 |         | 48° 42′ 15″ nord, 3° 06′ 20″ ouest |                |                                                                    |           | Église Saint-Pierre de Quemper-Guézennec                                 |
| Église Saint-Hervé de Quemperven                                         | Quemperven                        |         | 48° 43′ 31″ nord, 3° 19′ 19″ ouest | « PA00089547 » | Inscription                                                        | 1964      | Église Saint-Hervé de Quemperven                                         |
| Église Saint-Pierre de Quessoy                                           | Quessoy                           |         | 48° 25′ 15″ nord, 2° 39′ 28″ ouest |                |                                                                    |           | Église Saint-Pierre de Quessoy                                           |
| Église Saint-Laurent de Quévert                                          | Quévert                           |         | 48° 27′ 56″ nord, 2° 05′ 16″ ouest |                |                                                                    |           | Église Saint-Laurent de Quévert                                          |
| Église Notre-Dame de Délivrance                                          | Le Quillio                        |         | 48° 14′ 28″ nord, 2° 52′ 57″ ouest | « PA00089553 » | Classement                                                         | 1912      | Église Notre-Dame de Délivrance                                          |
| Église Saint-Pierre de Quintenic                                         | Quintenic                         |         | 48° 30′ 56″ nord, 2° 25′ 35″ ouest |                |                                                                    |           | Église Saint-Pierre de Quintenic                                         |
| Basilique Notre Dame de Délivrance de Quintin                            | Quintin                           |         | 48° 24′ 13″ nord, 2° 54′ 30″ ouest |                |                                                                    |           | Basilique Notre Dame de Délivrance de Quintin                            |
| Église Saint-Thuriau de Quintin                                          | Quintin                           |         | 48° 24′ 11″ nord, 2° 55′ 16″ ouest | « PA00089555 » | Inscription                                                        | 1951      | Église Saint-Thuriau de Quintin                                          |
| Église Notre-Dame du Quiou                                               | Le Quiou                          |         | 48° 21′ 04″ nord, 2° 00′ 21″ ouest |                |                                                                    |           | Église Notre-Dame du Quiou                                               |
| Église Sainte-Catherine de La Roche-Derrien                              | La Roche-Derrien                  |         | 48° 44′ 49″ nord, 3° 15′ 47″ ouest | « PA00089568 » | Classement                                                         | 1913      | Église Sainte-Catherine de La Roche-Derrien                              |
| Église Saint-Pierre-et-Saint-Paul de Rospez                              | Rospez                            |         | 48° 43′ 45″ nord, 3° 23′ 08″ ouest |                |                                                                    |           | Église Saint-Pierre-et-Saint-Paul de Rospez                              |
| Église Notre-Dame du Roncier                                             | Rostrenen                         |         | 48° 14′ 10″ nord, 3° 19′ 04″ ouest | « PA00089573 » | Classement                                                         | 1913      | Église Notre-Dame du Roncier                                             |
| Église Saint-Sébastien de Rouillac                                       | Rouillac                          |         | 45° 46′ 29″ nord, 0° 03′ 45″ ouest |                |                                                                    |           | Église Saint-Sébastien de Rouillac                                       |
| Église Saint-Pierre-et-Saint-Paul de Ruca                                | Ruca                              |         | 48° 34′ 01″ nord, 2° 20′ 26″ ouest | « PA00089574 » | Inscription                                                        | 1927      | Église Saint-Pierre-et-Saint-Paul de Ruca                                |
| Église Notre-Dame de Runan                                               | Runan                             |         | 48° 41′ 38″ nord, 3° 12′ 49″ ouest | « PA00089576 » | Inscription Classement                                             | 1925 1907 | Église Notre-Dame de Runan                                               |
| Église Saint-Adrien de Saint-Adrien                                      | Saint-Adrien                      |         | 48° 29′ 20″ nord, 3° 07′ 55″ ouest |                |                                                                    |           | Église Saint-Adrien de Saint-Adrien                                      |
| Église Notre-Dame de Saint-Agathon                                       | Saint-Agathon                     |         | 48° 33′ 36″ nord, 3° 06′ 18″ ouest |                |                                                                    |           | Église Notre-Dame de Saint-Agathon                                       |
| Église Saint-Alban de Saint-Alban                                        | Saint-Alban                       |         | 48° 33′ 28″ nord, 2° 32′ 01″ ouest |                |                                                                    |           | Église Saint-Alban de Saint-Alban                                        |
| Ancienne église de Saint-André-des-Eaux                                  | Saint-André-des-Eaux              |         | 48° 22′ 21″ nord, 2° 00′ 18″ ouest | « PA00089580 » | Classement                                                         | 1990      | Ancienne église de Saint-André-des-Eaux                                  |
| Église Saint-André de Saint-André-des-Eaux                               | Saint-André-des-Eaux              |         | 48° 22′ 20″ nord, 2° 00′ 40″ ouest |                |                                                                    |           | Église Saint-André de Saint-André-des-Eaux                               |
| Église Saint-Barnabé de Saint-Barnabé                                    | Saint-Barnabé                     |         | 48° 08′ 15″ nord, 2° 42′ 07″ ouest |                |                                                                    |           | Église Saint-Barnabé de Saint-Barnabé                                    |
| Église Saint-Bihy de Saint-Bihy                                          | Saint-Bihy                        |         | 48° 22′ 47″ nord, 2° 58′ 15″ ouest |                |                                                                    |           | Image manquante Téléverser                                               |
| Église Saint-Brandan de Saint-Brandan                                    | Saint-Brandan                     |         | 48° 23′ 24″ nord, 2° 52′ 10″ ouest |                |                                                                    |           | Église Saint-Brandan de Saint-Brandan                                    |
| Basilique Notre-Dame-d'Espérance de Saint-Brieuc                         | Saint-Brieuc                      |         | 48° 30′ 45″ nord, 2° 45′ 23″ ouest |                |                                                                    |           | Basilique Notre-Dame-d'Espérance de Saint-Brieuc                         |
| Cathédrale Saint-Étienne de Saint-Brieuc                                 | Saint-Brieuc                      |         | 48° 30′ 51″ nord, 2° 45′ 51″ ouest | « PA00089582 » | Classé                                                             | 1906      | Cathédrale Saint-Étienne de Saint-Brieuc                                 |
| Église Notre-Dame de Cesson                                              | Saint-Brieuc                      |         | 48° 31′ 20″ nord, 2° 43′ 42″ ouest |                |                                                                    |           | Église Notre-Dame de Cesson                                              |
| Église Saint-Guénolé de Ginglin                                          | Saint-Brieuc                      |         | 48° 30′ 53″ nord, 2° 44′ 38″ ouest |                |                                                                    |           | Église Saint-Guénolé de Ginglin                                          |
| Église Sainte-Thérèse de Gouédic                                         | Saint-Brieuc                      |         | 48° 30′ 24″ nord, 2° 45′ 03″ ouest |                |                                                                    |           | Église Sainte-Thérèse de Gouédic                                         |
| Église Sainte-Anne de Robien                                             | Saint-Brieuc                      |         | 48° 30′ 15″ nord, 2° 45′ 58″ ouest |                |                                                                    |           | Église Sainte-Anne de Robien                                             |
| Église Saint-Guillaume de Saint-Brieuc                                   | Saint-Brieuc                      |         | 48° 30′ 43″ nord, 2° 45′ 32″ ouest |                |                                                                    |           | Image manquante Téléverser                                               |
| Église Saint-Michel de Saint-Brieuc                                      | Saint-Brieuc                      |         | 48° 30′ 59″ nord, 2° 45′ 23″ ouest | « PA22000043 » | Inscrit                                                            | 2014      | Église Saint-Michel de Saint-Brieuc                                      |
| Église Saint-Vincent-de-Paul de Saint-Brieuc                             | Saint-Brieuc                      |         | 48° 29′ 54″ nord, 2° 45′ 18″ ouest |                |                                                                    |           | Église Saint-Vincent-de-Paul de Saint-Brieuc                             |
| Église Saint-Yves de Saint-Brieuc                                        | Saint-Brieuc                      |         | 48° 30′ 44″ nord, 2° 46′ 46″ ouest |                |                                                                    |           | Église Saint-Yves de Saint-Brieuc                                        |
| Église du Sacré-Cœur des Villages                                        | Saint-Brieuc                      |         | 48° 31′ 12″ nord, 2° 47′ 37″ ouest |                |                                                                    |           | Église du Sacré-Cœur des Villages                                        |
| Église Saint-Caradec de Saint-Caradec                                    | Saint-Caradec                     |         | 48° 11′ 30″ nord, 2° 50′ 49″ ouest |                |                                                                    |           | Image manquante Téléverser                                               |
| Église Saint-Pierre de Saint-Carné                                       | Saint-Carné                       |         | 48° 24′ 57″ nord, 2° 03′ 55″ ouest |                |                                                                    |           | Église Saint-Pierre de Saint-Carné                                       |
| Église Saint-Étienne de Saint-Carreuc                                    | Saint-Carreuc                     |         | 48° 23′ 53″ nord, 2° 43′ 52″ ouest |                |                                                                    |           | Église Saint-Étienne de Saint-Carreuc                                    |
| Église Notre-Dame du Guildo                                              | Saint-Cast-le-Guildo              |         | 48° 34′ 47″ nord, 2° 13′ 16″ ouest |                |                                                                    |           | Image manquante Téléverser                                               |
| Église Saint-Cast de Saint-Cast-le-Guildo                                | Saint-Cast-le-Guildo              |         | 48° 37′ 27″ nord, 2° 15′ 41″ ouest |                |                                                                    |           | Église Saint-Cast de Saint-Cast-le-Guildo                                |
| Église Notre-Dame de Saint-Clet                                          | Saint-Clet                        |         | 48° 39′ 55″ nord, 3° 07′ 57″ ouest |                |                                                                    |           | Église Notre-Dame de Saint-Clet                                          |
| Église Saint-Connan de Saint-Connan                                      | Saint-Connan                      |         | 48° 25′ 06″ nord, 3° 03′ 47″ ouest |                |                                                                    |           | Église Saint-Connan de Saint-Connan                                      |
| Église Saint-Gonéry de Saint-Connec                                      | Saint-Connec                      |         | 48° 10′ 38″ nord, 2° 55′ 15″ ouest |                |                                                                    |           | Église Saint-Gonéry de Saint-Connec                                      |
| Église Saint-Étienne de Saint-Denoual                                    | Saint-Denoual                     |         | 48° 31′ 40″ nord, 2° 24′ 04″ ouest |                |                                                                    |           | Image manquante Téléverser                                               |
| Église Saint-Donan de Saint-Donan                                        | Saint-Donan                       |         | 48° 28′ 13″ nord, 2° 53′ 04″ ouest |                |                                                                    |           | Église Saint-Donan de Saint-Donan                                        |
| Église Saint-Étienne de Saint-Étienne-du-Gué-de-l'Isle                   | Saint-Étienne-du-Gué-de-l'Isle    |         | 48° 06′ 15″ nord, 2° 38′ 50″ ouest | « PA00089612 » | Inscription                                                        | 1926      | Église Saint-Étienne de Saint-Étienne-du-Gué-de-l'Isle                   |
| Église Saint-Fiacre de Saint-Fiacre                                      | Saint-Fiacre                      |         | 48° 27′ 42″ nord, 3° 03′ 39″ ouest | « PA00089614 » | Classement                                                         | 1915      | Église Saint-Fiacre de Saint-Fiacre                                      |
| Église Saint-Gildas de Saint-Gildas                                      | Saint-Gildas                      |         | 48° 25′ 18″ nord, 3° 00′ 11″ ouest |                |                                                                    |           | Image manquante Téléverser                                               |
| Église Saint-Gilles de Saint-Gilles-les-Bois                             | Saint-Gilles-les-Bois             |         | 48° 39′ 05″ nord, 3° 06′ 11″ ouest | « PA00089620 » | Inscription                                                        | 1925      | Église Saint-Gilles de Saint-Gilles-les-Bois                             |
| Église Saint-Gilles de Saint-Gilles-Pligeaux                             | Saint-Gilles-Pligeaux             |         | 48° 22′ 48″ nord, 3° 05′ 47″ ouest | « PA00089622 » | Classement                                                         | 2003      | Église Saint-Gilles de Saint-Gilles-Pligeaux                             |
| Église Saint-Gilles de Saint-Gilles-Vieux-Marché                         | Saint-Gilles-Vieux-Marché         |         | 48° 14′ 38″ nord, 2° 58′ 30″ ouest |                |                                                                    |           | Image manquante Téléverser                                               |
| Église Saint-Étienne de Saint-Glen                                       | Saint-Glen                        |         | 48° 21′ 34″ nord, 2° 31′ 26″ ouest |                |                                                                    |           | Église Saint-Étienne de Saint-Glen                                       |
| Église Saint-Hélen de Saint-Hélen                                        | Saint-Hélen                       |         | 48° 28′ 18″ nord, 1° 57′ 28″ ouest |                |                                                                    |           | Église Saint-Hélen de Saint-Hélen                                        |
| Église Saint-Hervé de Saint-Hervé                                        | Saint-Hervé                       |         | 48° 16′ 37″ nord, 2° 49′ 41″ ouest |                |                                                                    |           | Église Saint-Hervé de Saint-Hervé                                        |
| Église Saint-Ignace de Saint-Igeaux                                      | Saint-Igeaux                      |         | 48° 16′ 24″ nord, 3° 06′ 21″ ouest |                |                                                                    |           | Église Saint-Ignace de Saint-Igeaux                                      |
| Église abbatiale de l'abbaye de Saint-Jacut                              | Saint-Jacut-de-la-Mer             |         | à géolocaliser                     |                |                                                                    |           | Image manquante Téléverser                                               |
| Église Notre-Dame de Saint-Jacut-de-la-Mer                               | Saint-Jacut-de-la-Mer             |         | 48° 36′ 05″ nord, 2° 11′ 17″ ouest |                |                                                                    |           | Église Notre-Dame de Saint-Jacut-de-la-Mer                               |
| Église Saint-Jean-Baptiste de Saint-Jean-Kerdaniel                       | Saint-Jean-Kerdaniel              |         | 48° 33′ 55″ nord, 3° 01′ 20″ ouest |                |                                                                    |           | Église Saint-Jean-Baptiste de Saint-Jean-Kerdaniel                       |
| Église Saint-Jean-Baptiste de Saint-Jouan-de-l'Isle                      | Saint-Jouan-de-l'Isle             |         | 48° 16′ 03″ nord, 2° 09′ 34″ ouest |                |                                                                    |           | Église Saint-Jean-Baptiste de Saint-Jouan-de-l'Isle                      |
| Ancienne église Saint-Judoce de Saint-Judoce                             | Saint-Judoce                      |         | 48° 21′ 48″ nord, 1° 57′ 17″ ouest | « PA00089635 » | Inscription                                                        | 1925      | Ancienne église Saint-Judoce de Saint-Judoce                             |
| Église Saint-Judoce de Saint-Judoce                                      | Saint-Judoce                      |         | 48° 21′ 49″ nord, 1° 57′ 16″ ouest |                |                                                                    |           | Image manquante Téléverser                                               |
| Église Saint-Julien de Saint-Julien                                      | Saint-Julien                      |         | 48° 27′ 07″ nord, 2° 48′ 53″ ouest |                |                                                                    |           | Église Saint-Julien de Saint-Julien                                      |
| Église Saint-Juvat de Saint-Juvat                                        | Saint-Juvat                       |         | 48° 21′ 11″ nord, 2° 02′ 36″ ouest |                |                                                                    |           | Église Saint-Juvat de Saint-Juvat                                        |
| Église Saint-Léonore de Saint-Launeuc                                    | Saint-Launeuc                     |         | 48° 14′ 02″ nord, 2° 22′ 32″ ouest |                |                                                                    |           | Église Saint-Léonore de Saint-Launeuc                                    |
| Église Saint-Laurent de Saint-Laurent                                    | Saint-Laurent                     |         | 48° 37′ 12″ nord, 3° 14′ 01″ ouest | « PA00089641 » | Inscription                                                        | 1926      | Église Saint-Laurent de Saint-Laurent                                    |
| Ancienne église Saint-Lunaire de Saint-Lormel                            | Saint-Lormel                      |         | 48° 32′ 10″ nord, 2° 13′ 41″ ouest | « PA00089643 » | Inscription                                                        | 1964      | Ancienne église Saint-Lunaire de Saint-Lormel                            |
| Église Saint-Lunaire de Saint-Lormel                                     | Saint-Lormel                      |         | 48° 32′ 44″ nord, 2° 13′ 45″ ouest |                |                                                                    |           | Église Saint-Lunaire de Saint-Lormel                                     |
| Église Saint-Jean de Saint-Maden                                         | Saint-Maden                       |         | 48° 19′ 49″ nord, 2° 04′ 39″ ouest |                |                                                                    |           | Église Saint-Jean de Saint-Maden                                         |
| Église Saint-Martin de Saint-Martin-des-Prés                             | Saint-Martin-des-Prés             |         | 48° 18′ 25″ nord, 2° 57′ 15″ ouest |                |                                                                    |           | Image manquante Téléverser                                               |
| Église Saint-Maudan de Saint-Maudan                                      | Saint-Maudan                      |         | 48° 06′ 48″ nord, 2° 46′ 30″ ouest |                |                                                                    |           | Église Saint-Maudan de Saint-Maudan                                      |
| Église Saint-Maudez de Saint-Maudez                                      | Saint-Maudez                      |         | 48° 27′ 09″ nord, 2° 10′ 46″ ouest |                |                                                                    |           | Église Saint-Maudez de Saint-Maudez                                      |
| Église de la Vierge de Saint-Mayeux                                      | Saint-Mayeux                      |         | 48° 15′ 21″ nord, 3° 00′ 19″ ouest | « PA00089645 » | Inscription                                                        | 1926      | Église de la Vierge de Saint-Mayeux                                      |
| Église Saint-Méloir de Saint-Méloir-des-Bois                             | Saint-Méloir-des-Bois             |         | 48° 27′ 28″ nord, 2° 14′ 58″ ouest |                |                                                                    |           | Église Saint-Méloir de Saint-Méloir-des-Bois                             |
| Église Saint-Michel de Saint-Michel-de-Plélan                            | Saint-Michel-de-Plélan            |         | 48° 28′ 03″ nord, 2° 12′ 51″ ouest |                |                                                                    |           | Église Saint-Michel de Saint-Michel-de-Plélan                            |
| Église Saint-Michel de Saint-Michel-en-Grève                             | Saint-Michel-en-Grève             |         | 48° 41′ 04″ nord, 3° 34′ 01″ ouest | « PA00089646 » | Inscription                                                        | 2013      | Église Saint-Michel de Saint-Michel-en-Grève                             |
| Église Saint-Nicodème de Saint-Nicodème                                  | Saint-Nicodème                    |         | 48° 20′ 33″ nord, 3° 20′ 18″ ouest | « PA00089647 » | Inscription                                                        | 1964      | Église Saint-Nicodème de Saint-Nicodème                                  |
| Église Saint-Pierre de Bothoa                                            | Saint-Nicolas-du-Pélem            |         | 48° 20′ 05″ nord, 3° 09′ 38″ ouest |                |                                                                    |           | Image manquante Téléverser                                               |
| Église Saint-Pierre de Saint-Nicolas-du-Pélem                            | Saint-Nicolas-du-Pélem            |         | 48° 18′ 55″ nord, 3° 09′ 39″ ouest |                |                                                                    |           | Église Saint-Pierre de Saint-Nicolas-du-Pélem                            |
| Église Saint-Pierre de Saint-Péver                                       | Saint-Péver                       |         | 48° 28′ 52″ nord, 3° 06′ 03″ ouest |                |                                                                    |           | Église Saint-Pierre de Saint-Péver                                       |
| Église Saint-Pôtan de Saint-Pôtan                                        | Saint-Pôtan                       |         | 48° 33′ 25″ nord, 2° 17′ 30″ ouest |                |                                                                    |           | Église Saint-Pôtan de Saint-Pôtan                                        |
| Église Saint-Quay de Saint-Quay-Perros                                   | Saint-Quay-Perros                 |         | 48° 47′ 35″ nord, 3° 26′ 54″ ouest | « PA00089655 » | Inscription                                                        | 1946      | Église Saint-Quay de Saint-Quay-Perros                                   |
| Église Saint-Quay de Saint-Quay-Portrieux                                | Saint-Quay-Portrieux              |         | 48° 39′ 11″ nord, 3° 26′ 54″ ouest |                |                                                                    |           | Église Saint-Quay de Saint-Quay-Portrieux                                |
| Église Saint-Laurent de Saint-Rieul                                      | Saint-Rieul                       |         | 48° 26′ 35″ nord, 2° 25′ 05″ ouest |                |                                                                    |           | Église Saint-Laurent de Saint-Rieul                                      |
| Église Saint-Samson de Saint-Samson-sur-Rance                            | Saint-Samson-sur-Rance            |         | 48° 29′ 31″ nord, 2° 01′ 48″ ouest |                |                                                                    |           | Église Saint-Samson de Saint-Samson-sur-Rance                            |
| Église Saint-Servais de Saint-Servais                                    | Saint-Servais                     |         | 48° 23′ 16″ nord, 3° 23′ 16″ ouest | « PA00089658 » | Classement                                                         | 1912      | Église Saint-Servais de Saint-Servais                                    |
| Église Saint-Thélo de Saint-Thélo                                        | Saint-Thélo                       |         | 48° 13′ 44″ nord, 2° 51′ 17″ ouest |                |                                                                    |           | Image manquante Téléverser                                               |
| Église Sainte-Tréphine de Sainte-Tréphine                                | Sainte-Tréphine                   |         | 48° 16′ 09″ nord, 3° 09′ 14″ ouest |                |                                                                    |           | Église Sainte-Tréphine de Sainte-Tréphine                                |
| Église Notre-Dame de Saint-Trimoël                                       | Saint-Trimoël                     |         | 48° 23′ 12″ nord, 2° 32′ 58″ ouest |                |                                                                    |           | Église Notre-Dame de Saint-Trimoël                                       |
| Église Saint-Vran de Saint-Vran                                          | Saint-Vran                        |         | 48° 14′ 18″ nord, 2° 26′ 28″ ouest |                |                                                                    |           | Église Saint-Vran de Saint-Vran                                          |
| Église Notre-Dame de Senven-Léhart                                       | Senven-Léhart                     |         | 48° 25′ 33″ nord, 3° 04′ 09″ ouest |                |                                                                    |           | Église Notre-Dame de Senven-Léhart                                       |
| Église Saint-Pierre de Sévignac                                          | Sévignac                          |         | 48° 19′ 57″ nord, 2° 20′ 21″ ouest |                |                                                                    |           | Image manquante Téléverser                                               |
| Église Saint-Pierre-et-Saint-Paul de Squiffiec                           | Squiffiec                         |         | 48° 37′ 37″ nord, 3° 09′ 06″ ouest |                |                                                                    |           | Église Saint-Pierre-et-Saint-Paul de Squiffiec                           |
| Église Saint-Pierre de Taden                                             | Taden                             |         | 48° 28′ 33″ nord, 2° 01′ 00″ ouest | « PA22000033 » | inscription                                                        | 2012      | Église Saint-Pierre de Taden                                             |
| Église Saint-Fiacre de Trélat                                            | Taden                             |         | 48° 30′ 00″ nord, 2° 04′ 14″ ouest |                |                                                                    |           | Image manquante Téléverser                                               |
| Église Saint-Pierre de Tonquédec (appelée aussi collégiale)              | Tonquédec                         |         | 48° 40′ 14″ nord, 3° 23′ 49″ ouest |                |                                                                    |           | Église Saint-Pierre de Tonquédec (appelée aussi collégiale)              |
| Église Notre-Dame-et-Saint-Étienne de Tramain                            | Tramain                           |         | 48° 24′ 05″ nord, 2° 24′ 08″ ouest |                |                                                                    |           | Église Notre-Dame-et-Saint-Étienne de Tramain                            |
| Église Saint-Germain de Trébédan                                         | Trébédan                          |         | 48° 24′ 02″ nord, 2° 10′ 15″ ouest |                |                                                                    |           | Église Saint-Germain de Trébédan                                         |
| Église de la Trinité de Trébeurden                                       | Trébeurden                        |         | 48° 46′ 09″ nord, 3° 33′ 52″ ouest |                |                                                                    |           | Église de la Trinité de Trébeurden                                       |
| Église Notre-Dame-de-Pitié de Trébrivan                                  | Trébrivan                         |         | 48° 18′ 29″ nord, 3° 28′ 30″ ouest |                |                                                                    |           | Église Notre-Dame-de-Pitié de Trébrivan                                  |
| Église Saint-Pierre-et-Saint-Paul de Trébry                              | Trébry                            |         | 48° 21′ 19″ nord, 2° 33′ 09″ ouest |                |                                                                    |           | Église Saint-Pierre-et-Saint-Paul de Trébry                              |
| Église Saint-Pierre de Trédaniel                                         | Trédaniel                         |         | 48° 21′ 29″ nord, 2° 37′ 08″ ouest | « PA00089675 » | Inscription                                                        | 1925      | Église Saint-Pierre de Trédaniel                                         |
| Église Saint-Pierre de Trédarzec                                         | Trédarzec                         |         | 48° 47′ 14″ nord, 3° 11′ 57″ ouest |                |                                                                    |           | Église Saint-Pierre de Trédarzec                                         |
| Église Saint-Pierre de Trédias                                           | Trédias                           |         | 48° 21′ 25″ nord, 2° 14′ 14″ ouest |                |                                                                    |           | Église Saint-Pierre de Trédias                                           |
| Église Saint-Quémeau de Locquémeau                                       | Trédrez-Locquémeau                |         | 48° 43′ 25″ nord, 3° 33′ 50″ ouest | « PA00089682 » | Classement                                                         | 1922      | Église Saint-Quémeau de Locquémeau                                       |
| Église Notre-Dame de Trédrez                                             | Trédrez-Locquémeau                |         | 48° 41′ 55″ nord, 3° 34′ 02″ ouest | « PA00089681 » | Inscription Classement                                             | 1925 1911 | Église Notre-Dame de Trédrez                                             |
| Église Saint-Théodore de Tréduder                                        | Tréduder                          |         | 48° 39′ 04″ nord, 3° 33′ 50″ ouest | « PA00089684 » | Inscription Classement                                             | 1989 1911 | Église Saint-Théodore de Tréduder                                        |
| Église Saint-Louis de Treffrin                                           | Treffrin                          |         | 48° 18′ 03″ nord, 3° 30′ 58″ ouest | « PA00089686 » | Inscription                                                        | 1926      | Église Saint-Louis de Treffrin                                           |
| Église Sainte-Agnès de Tréfumel                                          | Tréfumel                          |         | 48° 20′ 18″ nord, 2° 01′ 34″ ouest | « PA00089688 » | Inscription                                                        | 1964      | Église Sainte-Agnès de Tréfumel                                          |
| Église Sainte-Anne de Trégastel                                          | Trégastel                         |         | 48° 48′ 37″ nord, 3° 30′ 00″ ouest | « PA00089692 » | Classement                                                         | 1909      | Église Sainte-Anne de Trégastel                                          |
| Église Saint-Blaise de Tréglamus                                         | Tréglamus                         |         | 48° 33′ 24″ nord, 3° 16′ 32″ ouest |                |                                                                    |           | Église Saint-Blaise de Tréglamus                                         |
| Église Saint-Gildas de Trégomeur                                         | Trégomeur                         |         | 48° 33′ 58″ nord, 2° 52′ 58″ ouest |                |                                                                    |           | Église Saint-Gildas de Trégomeur                                         |
| Église Notre-Dame de Trégonneau                                          | Trégonneau                        |         | 48° 36′ 45″ nord, 3° 09′ 53″ ouest |                |                                                                    |           | Église Notre-Dame de Trégonneau                                          |
| Église Saint-Brandan de Trégrom                                          | Trégrom                           |         | 48° 36′ 00″ nord, 3° 24′ 18″ ouest |                |                                                                    |           | Église Saint-Brandan de Trégrom                                          |
| Église Saint-Pierre de Trégueux                                          | Trégueux                          |         | 48° 29′ 23″ nord, 2° 44′ 16″ ouest |                |                                                                    |           | Église Saint-Pierre de Trégueux                                          |
| Église Saint-Gwenaël de Tréguidel                                        | Tréguidel                         |         | 48° 36′ 10″ nord, 2° 56′ 36″ ouest |                |                                                                    |           | Église Saint-Gwenaël de Tréguidel                                        |
| Cathédrale Saint-Tugdual de Tréguier                                     | Tréguier                          |         | 48° 47′ 15″ nord, 3° 13′ 52″ ouest | « PA00089701 » | Classée MH                                                         | 1840      | Cathédrale Saint-Tugdual de Tréguier                                     |
| Église Saint-Michel de Tréguier                                          | Tréguier                          |         | 48° 46′ 48″ nord, 3° 14′ 09″ ouest | « PA00089702 » | Classé MH                                                          | 1930      | Église Saint-Michel de Tréguier                                          |
| Église Saint-Léonore-et-Sainte-Anne de Trélévern                         | Trélévern                         |         | 48° 48′ 36″ nord, 3° 22′ 19″ ouest |                |                                                                    |           | Église Saint-Léonore-et-Sainte-Anne de Trélévern                         |
| Église Saint-Magloire de Trélivan                                        | Trélivan                          |         | 48° 25′ 56″ nord, 2° 07′ 10″ ouest |                |                                                                    |           | Église Saint-Magloire de Trélivan                                        |
| Église Notre-Dame de Trémargat                                           | Trémargat                         |         | 48° 19′ 58″ nord, 3° 16′ 02″ ouest | « PA00089726 » | Inscription                                                        | 1927      | Église Notre-Dame de Trémargat                                           |
| Église Notre-Dame-de-la-Merci de Trémel (détruite par incendie en 2016)  | Trémel                            |         | 48° 36′ 12″ nord, 3° 36′ 37″ ouest | « PA00089732 » | Classement                                                         | 1910      | Église Notre-Dame-de-la-Merci de Trémel (détruite par incendie en 2016)  |
| Église Saint-Laurent de Tréméreuc                                        | Tréméreuc                         |         | 48° 33′ 31″ nord, 2° 03′ 54″ ouest |                |                                                                    |           | Église Saint-Laurent de Tréméreuc                                        |
| Église Saint-Pierre de Trémeur                                           | Trémeur                           |         | 48° 20′ 51″ nord, 2° 15′ 50″ ouest | « PA00089733 » | Inscription                                                        | 1926      | Église Saint-Pierre de Trémeur                                           |
| Église Saint-Méen de Tréméven                                            | Tréméven                          |         | 47° 53′ 56″ nord, 3° 32′ 02″ ouest |                |                                                                    |           | Église Saint-Méen de Tréméven                                            |
| Église Saint-Pierre-et-Saint-Paul de Trémorel                            | Trémorel                          |         | 48° 12′ 01″ nord, 2° 17′ 18″ ouest |                |                                                                    |           | Église Saint-Pierre-et-Saint-Paul de Trémorel                            |
| Église Notre-Dame de Trémuson                                            | Trémuson                          |         | 48° 31′ 23″ nord, 2° 50′ 54″ ouest |                |                                                                    |           | Église Notre-Dame de Trémuson                                            |
| Église Saint-Conogan de Tréogan                                          | Tréogan                           |         | 48° 11′ 18″ nord, 3° 31′ 12″ ouest |                |                                                                    |           | Église Saint-Conogan de Tréogan                                          |
| Église Saint-Suliac de Tressignaux                                       | Tressignaux                       |         | 48° 37′ 02″ nord, 2° 59′ 07″ ouest |                |                                                                    |           | Image manquante Téléverser                                               |
| Église Saint-Just de Trévé                                               | Trévé                             |         | 48° 12′ 46″ nord, 2° 47′ 41″ ouest |                |                                                                    |           | Église Saint-Just de Trévé                                               |
| Église Saint-Colomban de Tréveneuc                                       | Tréveneuc                         |         | 48° 39′ 50″ nord, 2° 52′ 18″ ouest |                |                                                                    |           | Église Saint-Colomban de Tréveneuc                                       |
| Église Saint-Véran de Trévérec                                           | Trévérec                          |         | 48° 39′ 21″ nord, 3° 03′ 30″ ouest |                |                                                                    |           | Église Saint-Véran de Trévérec                                           |
| Église Saint-Samson de Trévou-Tréguignec                                 | Trévou-Tréguignec                 |         | 48° 48′ 44″ nord, 3° 21′ 30″ ouest |                |                                                                    |           | Église Saint-Samson de Trévou-Tréguignec                                 |
| Église Saint-Laurent de Trévron                                          | Trévron                           |         | 48° 23′ 26″ nord, 2° 03′ 53″ ouest |                |                                                                    |           | Église Saint-Laurent de Trévron                                          |
| Église Saint-Zény de Trézény                                             | Trézény                           |         | 48° 45′ 29″ nord, 3° 22′ 00″ ouest |                |                                                                    |           | Église Saint-Zény de Trézény                                             |
| Église de la Trinité de Troguéry                                         | Troguéry                          |         | 48° 45′ 14″ nord, 3° 13′ 28″ ouest |                |                                                                    |           | Image manquante Téléverser                                               |
| Église Saint-Nicolas d'Uzel                                              | Uzel                              |         | 48° 16′ 46″ nord, 2° 50′ 33″ ouest |                |                                                                    |           | Image manquante Téléverser                                               |
| Église Sainte-Anne de La Vicomté-sur-Rance                               | La Vicomté-sur-Rance              |         | 48° 29′ 20″ nord, 1° 58′ 50″ ouest |                |                                                                    |           | Église Sainte-Anne de La Vicomté-sur-Rance                               |
| Église Saint-Corentin du Vieux-Bourg                                     | Le Vieux-Bourg                    |         | 48° 23′ 18″ nord, 2° 59′ 56″ ouest |                |                                                                    |           | Image manquante Téléverser                                               |
| Église Notre-Dame du Vieux-Marché                                        | Le Vieux-Marché                   |         | 48° 36′ 27″ nord, 3° 26′ 55″ ouest | « PA00089751 » | Inscription                                                        | 1927      | Église Notre-Dame du Vieux-Marché                                        |
| Église Saint-Jean-Baptiste de Vildé-Guingalan                            | Vildé-Guingalan                   |         | 48° 26′ 16″ nord, 2° 09′ 26″ ouest |                |                                                                    |           | Église Saint-Jean-Baptiste de Vildé-Guingalan                            |
| Église Saint-Aubin d'Yffiniac                                            | Yffiniac                          |         | 48° 26′ 16″ nord, 2° 09′ 26″ ouest |                |                                                                    |           | Église Saint-Aubin d'Yffiniac                                            |
| Église Saint-Judoce d'Yvias                                              | Yvias                             |         | 48° 42′ 52″ nord, 3° 03′ 10″ ouest |                |                                                                    |           | Image manquante Téléverser                                               |
| Église Saint-Malo d'Yvignac-la-Tour                                      | Yvignac-la-Tour                   |         | 48° 20′ 54″ nord, 2° 10′ 33″ ouest | « PA00089755 » | Classement                                                         | 1889      | Église Saint-Malo d'Yvignac-la-Tour                                      |